# Священна Римська імперія
Свяще́нна Ри́мська імпе́рія (лат. Sacrum Romanum Imperium, нім. Heiliges Römisches Reich) — у 962—1806 роках державне об'єднання конфедеративного типу в Європі з виборно-монархічною формою правління. У період найбільшого розширення до складу імперії входили території таких сучасних держав: Німеччини, Австрії, Ліхтенштейну, Швейцарії, Люксембургу, Нідерландів, Бельгії, Монако, Сан-Марино, Ватикану, Чехії, Словенії, більшої частини Італії, західної та північної Польщі, східної Франції та півострова Істрія Хорватії. Імперія декларувала себе, як пряме продовження Каролінзької імперії та античної Римської імперії. Багато західних істориків вважають роком заснування імперії 800, коли Карл I Великий був коронований імператором римлян. Проте історична наука в Україні відносить виникнення Священної Римської імперії до подій пов'язаних із завоюванням Італійського королівства східно-франкським королем Оттоном I та його коронації імператором у 962 році Папою Римським Іваном XII.
Спочатку імперія складалася з Німецького та Італійського королівств, у 1002 році включила в себе Чеське князівство (з 1198 року Богемське королівство), а у 1032 році Бургундське (Арелатське) королівство. Процеси становлення єдиної системи управління і господарського укладу в імперії за всю історію її існування так і не були завершені, і вона залишалася децентралізованим утворенням зі складною феодально-ієрархічною структурою, що об'єднувала декілька сотень територіально-державних утворень із різним ступенем суверенітету до влади імператора. Імператорський титул як правило не успадковувався, а надавався у результаті виборів, з 1356 процес обрання регламентувався Золотою булою та покладався на колегію курфюрстів. Проте з 1438 року, з невеликою перервою, імператорами обиралися австрійські Габсбурги, що також у 1437-1457 та з 1526 року були спадковими королями Богемії. Влада імператора ніколи не була абсолютною і обмежувалася аристократією Німеччини, а з кінця XV століття — імперським рейхстагом, який репрезентував інтереси імперських станів.
У ранній період свого існування імперія мала характер феодально-теократичної держави, а імператори претендували на найвищу владу в західному християнському світі. Посилення папського престолу і багатовікова боротьба за володіння Італією при одночасному зростанні могутності територіальних князів у Німеччині значно послабили центральну владу в імперії. В період пізнього середньовіччя запанували тенденції дезінтеграції. Однак проведена наприкінці XV — початку XVI століття «імперська реформа» дозволила посилити єдність держави і сформувати новий баланс влади між імператором і суспільством.
Протиріччя, що мали місце у часи церковної Реформації стали однією із головних причин спустошливої для імперії Тридцятилітньої війни, яка закінчилася у 1648 році підписанням Вестфальського миру. За результатами якого імперія втратила майже всі свої володіння в Італії, Швейцарія та Нідерланди остаточно оформили свою незалежність, також імперія мусила піти на територіальні поступки на користь Франції та Швеції. Відбулося подальше обмеження влади імператора і перетворенням загальносуспільного рейхстагу на головний елемент імперської конструкції. Імперія нового часу забезпечувала співіснування декількох конфесій в рамках єдиної держави і збереження самостійності її суб'єктів, а також захист традиційних прав і привілеїв суспільства, проте втратила спроможність до посилення центральної влади.
Розвиток великих німецьких князівств на шляху внутрішньої консолідації та становлення власної державності входив у протиріччя з імперською структурою, що в XVIII столітті призвело до паралічу центральних інститутів і розпаду імперської системи. Важливою подією було проголошення у 1702 році протестантського Прусського королівства зі столицею в Берліні. Протестанти імперії почали більше орієнтуватися на прусського короля, ніж на імператора католика у Відні. Фактично в імперії існували два конкуруючих центри влади, явище яке в історіографії отримало назву: «Австро-прусське суперництво» або «Німецький дуалізм» (нім. Deutscher Dualismus).
Священна Римська імперія проіснувала до 1806 року і була розпущена у ході наполеонівських війн, коли був сформований сателіт Франції — Рейнський союз. Останній імператор Франц II відмовився від престолу, проте двома роками раніше проголосив про створенням Австрійської імперії на землях володінь австрійських Габсбургів та став її імператором. Після остаточної поразки Наполеонівської Франції у 1815 році за рішенням Віденського конгресу був утворений Німецький союз, як спадкоємець ліквідованої імперії. Союз проіснував до 1848 року.

## Назва

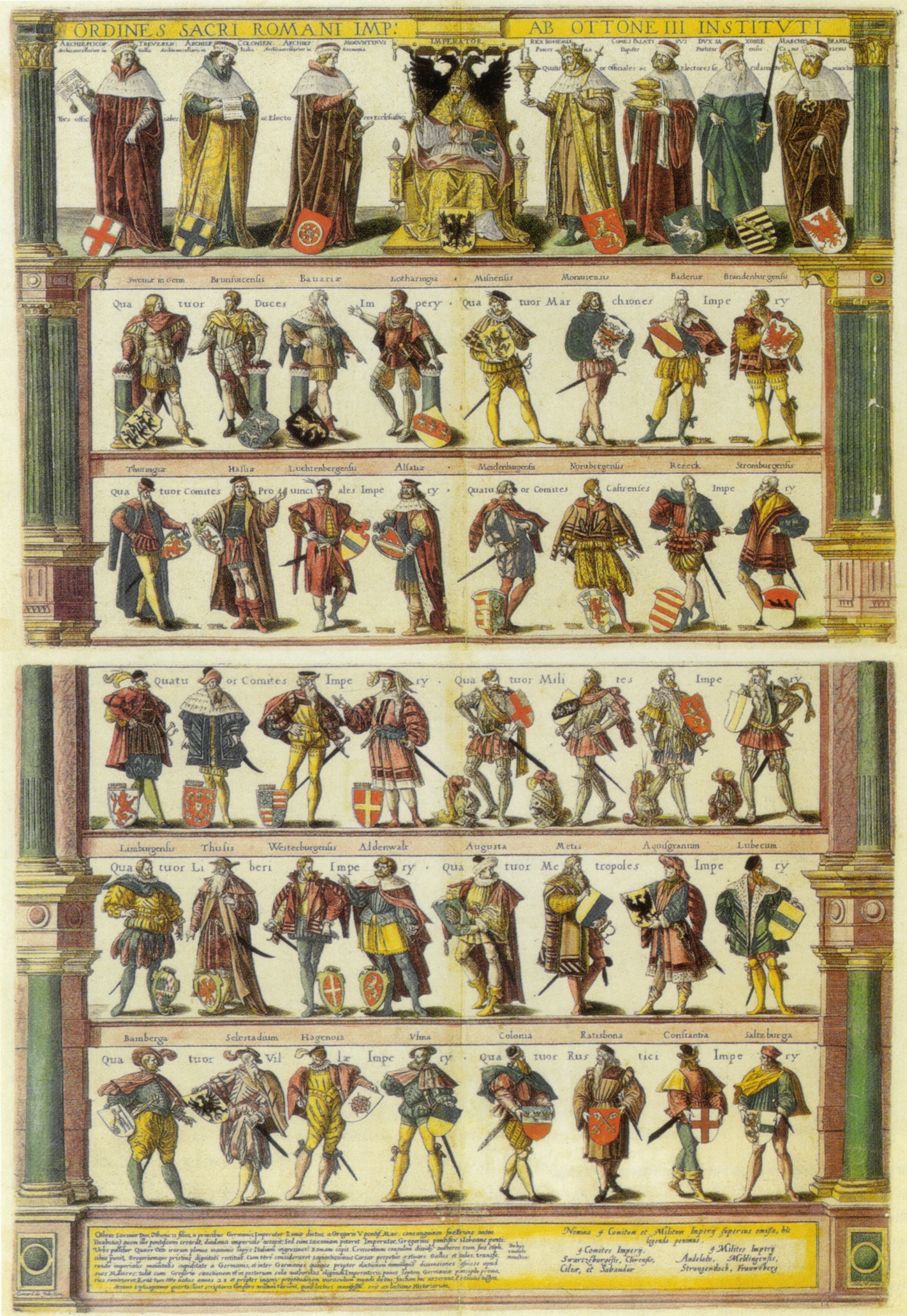
Ордени (уряди) Святої Римської Імперії, встановлені імператором Оттоном

- Священна Римська імперія (лат. Sacrum Romanum Imperium; нім. Heiliges Römisches Reich; італ. Sacro Romano Impero; чеськ. Svatá říše Římská; нід. Heilige Roomse Rijk; пол. Święte Cesarstwo Rzymskie; словен. Sveto rimsko cesarstvo), епітет Священна стали вживати з XII століття за часів імператора Фрідріха I Барбаросси. Уставлена назва імперії латиною закріпилася з 1254 року, а німецькою мовою за часів Карла IV у XIV столітті.
- Священна Римська імперія германської нації (лат. Sacrum Romanum Imperium Nationis Germanicae; нім. Heiliges Römisches Reich Deutscher Nation) — з кінця XV століття[3]
- Перший Рейх (Райх) (нім. Erste Reich) — термін який запровадив історик Артур Меллер ван ден Брук, що описує історичний етап Німеччини, який передував «Другому Рейху» — Німецький імперії під проводом Пруссії, та ідеї створення «Третього Рейху», що надалі була втілена нацистами.
- Західна імперія — використовувалася на протиставлення православній Східній Римській імперії (Візантії).[4]
- Стара імперія — використовувалася після утворення Австрійської та Німецької імперій, щодо до їхньої історичної попередниці.
- Імперія — скорочена назва, так як у католицькому світі офіційно існувала лише одна імперія, а титул імператора був найвищий серед усіх монархів.
- Німеччина — у літературі, за назвою ядра імперії Німецького королівства, імператора часто називали — німецький цісар.

Утворившись у 962 р., Священна Римська імперія претендувала на спадкоємність стародавньої Римської імперії і Франкської імперії Карла Великого, намагаючись стати універсальним державним утворенням, що об'єднує весь західноєвропейський християнський світ. Оттон I Великий, перший монарх Священної Римської імперії, використовував титул imperator Romanorum et Francorum (лат. імператор римлян і франків). Хоча ядром імперії завжди була Німеччина, її сакральним центром був Рим: в цьому місті до XVI століття проводились коронації імператорів і саме з Рима, за середньовічними уявленнями, походила їх божественна влада. Титул «Римський імператор» (лат. imperator augustus Romanorum) використовував уже Оттон II (973—983), а словосполучення «Римська імперія» вперше згадується в джерелах від 1034 року. В той же час, використання того титулу викликало різке несприйняття в Візантії, де вважалося, що тільки візантійський імператор має право називатися римським імператором.
Монархи Священної Римської імперії претендували на верховну духовну владу на її території і роль захисника і покровителя християнської церкви. Спочатку це не вимагало окремого згадування в титулатурі, проте після завершення боротьби за інвеституру і поширення ідеї верховенства Папи Римського в духовній сфері, до назви імперії стали додавати слово «Священна» (лат. Sacrum; вперше, ймовірно, в 1157 р.), підкреслюючи тим самим претензії імператорів стосовно церкви. Вживання епітету «Священний» не до особи правителя, а до державного утворення, очевидно, було новацією, народженою в канцелярії імператора Фрідріха I Барбаросси (1152—1190). Власне назва «Священна Римська імперія» в її латинській версії Sacrum Romanum Imperium вперше з'явилася в 1254 р., а її еквівалент німецькою мовою (нім. Heiliges Römisches Reich) — ще через століття, за часів володарювання Карла IV (1346—1378).
Вказівка на «німецьку націю» в титулі імператора стала використовуватися починаючи з середини XV століття, коли більша частина не німецьких земель була втрачена й імперію стали сприймати як національне німецьке державне утворення. Перше свідчення про використання цього титулу міститься в законі про земський мир імператора Фрідріха III від 1486 року. Остаточну форму назви імперія отримала вже на початку XVI століття: в 1512 Максиміліан I в своєму зверненні до рейхстагу вперше офіційно використав назву «Священна Римська імперія німецької нації» (нім. Heiliges Römisches Reich Deutscher Nation).
До середини XVIII століття імперія втратила будь-який вплив в Італії, імператор втратив свої прерогативи в церковній сфері, а тенденції дезінтеграції фактично перетворили Німеччину на конгломерат напівнезалежних князівств. Це дозволило Вольтеру заявити, що Священна Римська імперія більше не є «ні священною, ні римською, ні імперією». У своїх останніх документах (заключна постанова імперської депутації 1803 року і маніфест Франца II про розпуск імперії 1806 року) держава називалася вже «Німецька імперія» (нім. Deutsches Reich).
Оскільки протягом майже всього періоду свого існування Священна Римська імперія була єдиним державним утворенням в Західній Європі, монарх якого носив титул імператора, вона часто була відома просто як «Імперія». В російських документах XVIII століття використовувалася також назва «Цесарія». В XIX столітті, після утворення Німецької і Австрійської імперій, до їхньої попередниці стали застосовувати назву «Стара імперія». У зв'язку з тим, що для найменування нацистського режиму в Німеччині 1933—1945 років неофіційно використовувався термін «Третій рейх», відносно Священної Римської імперії іноді використовується термін «Перший рейх».

## Характеристика
Священна Римська імперія впродовж усього свого існування залишалася ієрархічним державним утворенням феодального типу. Вона ніколи не досягла високого ступеня централізації системи врядування на відміну від сусіднього Французького королівства. Суб'єктний склад імперії відрізнявся різноманіттям: королівства, курфюрства, ерцгерцогво, герцогства, ландграфства, князівства, маркграфства, графства, церковні князівства та імперські абатства, вільні імперські міста та інші громади безпосередньо підпорядковані імператору, дрібні володіння імперських лицарів — всі вони були повноцінними суб'єктами імперії, з різними ступенями правоздатності. Влада імператора ніколи не була абсолютною, а розділялася з аристократією. Більш того, на відміну від інших європейських держав, мешканці імперії не були безпосередньо підпорядковані імператорові, а мали власного правителя — світського або церковного князя, імперського лицаря або міський магістрат, що формувало два рівні влади в країні: імперський і територіальний, які часто конфліктували між собою.
Кожен суб'єкт імперії, надто такі могутні держави, як Австрія, Пруссія, Баварія, володів широким ступенем незалежності у внутрішніх справах і певними прерогативами у зовнішній політиці, однак суверенітет продовжував залишатися атрибутом імперії як такої, а постанови імперських установ і норми імперського права мали обов'язкову силу (іноді, правда, лише теоретично) для всіх державних утворень імперії. Для Священної Римської імперії характерна особлива роль церкви, що надавала цьому державному утворенню елементи теократії, однак в той же час імперська структура вперше в Європі після Реформації забезпечила тривале мирне співіснування декількох конфесій в рамках єдиної держави. Розвиток Священної Римської імперії відбувався в умовах постійної боротьби тенденцій дезінтеграції і інтеграції. Першу виражали, найчастіше, великі територіальні суб'єкти, які поступово набували ознаки суверенних держав і прагнули звільнитися від влади імператора, тоді як головними консолідаційними чинниками виступали імператорський престол, імперські установи й інститути (рейхстаг, імперський камеральний суд, система земського миру), католицька церква, німецька національна самосвідомість, класовий принцип побудови державної структури імперії, а також імперський патріотизм (нім. Reichspatriotismus) — укорінена в суспільній свідомості лояльність до імперії та імператора як її голови.
Середньовічна концепція імперії передбачала єднання держави і церкви, тісну взаємодію імператора й Папи Римського, які були верховними представниками відповідно світської та духовної влад. На час свого утворення імперія в суспільній свідомості уявлялася як земне втілення Царства Божого, найкраща модель організації держави, за якої правитель підтримує мир і спокій серед християн, охороняє і піклується про процвітання церкви, а також організовує захист від зовнішніх загроз. Імперська ідея була пов'язана перш за все з Римом, як центром західного християнства.

## Історія

### Утворення

Священна Римська імперія (X ст.)

Після розпаду держави Карла Великого в середині IX століття титул імператора зберігся, проте реальна влада його носія обмежилася лише Італією, за винятком декількох випадків короткочасного об'єднання всіх франкських королівств. Останній римський імператор, Беренгар Фріульський, помер в 924 р. Після його смерті за владу над Італією протягом декількох десятиліть вели боротьбу представники ряду аристократичних родів Північної Італії і Бургундії. В самому Римі папський престол виявився під повним контролем місцевого патриціату. Джерелом відродження імперської ідеї в середині X століття стало Східне Франкське королівство.
За часів правління Генріха I Птахолова (919—936) і, особливо, Оттона I (936—973) Східне Франкське королівство значно зміцнилося. До складу держави увійшла багата Лотарингія з колишньою імперською столицею Каролінгів Аахеном, були відбиті набіги угорців (битва на Лехському полі 955 р.), почалася активна експансія у бік слов'янських земель і Мекленбурга. Причому завоювання супроводжувалося енергійною місіонерською діяльністю в слов'янських країнах, Угорщині і Данії. Церква перетворилася на головну опору королівської влади в Німеччині. Племінні герцогства, що становили основу територіальної структури Східного Франкського королівства, при Оттоні I були підпорядковані центральній владі. На початку 960-х рр. Оттон став найбільш могутнім правителем серед всіх держав-спадкоємців імперії Карла Великого і набув репутацію захисника християнської церкви.
В 961 р. папа римський Іоанн XII звернувся до Оттона з проханням про захист проти короля Італії Беренгара II Іврейського і пообіцяв йому імператорську корону. Оттон негайно перейшов Альпи, отримав перемогу над Беренгаром і був визнаний королем лангобардів (Італії), а потім рушив до Рима. 2 лютого 962 р. Оттон I був помазаний на царство і коронований імператором. Ця дата вважається датою утворення Священної Римської імперії. Хоча сам Оттон Великий, очевидно, не мав наміру засновувати нову імперію і розглядав себе виключно як наступника Карла Великого, фактично перехід імператорської корони до німецьких монархів означав остаточне відособлення Східного Франкського королівства (Німеччини) від Західного Франкського королівства (Франції) і формування нового державного утворення на основі німецьких і північноіталійських територій, що виступало спадкоємцем Римської імперії і претендувало на роль заступника християнської церкви.

### Середньовіччя

#### Правління Оттонів іборотьба за інвеституру

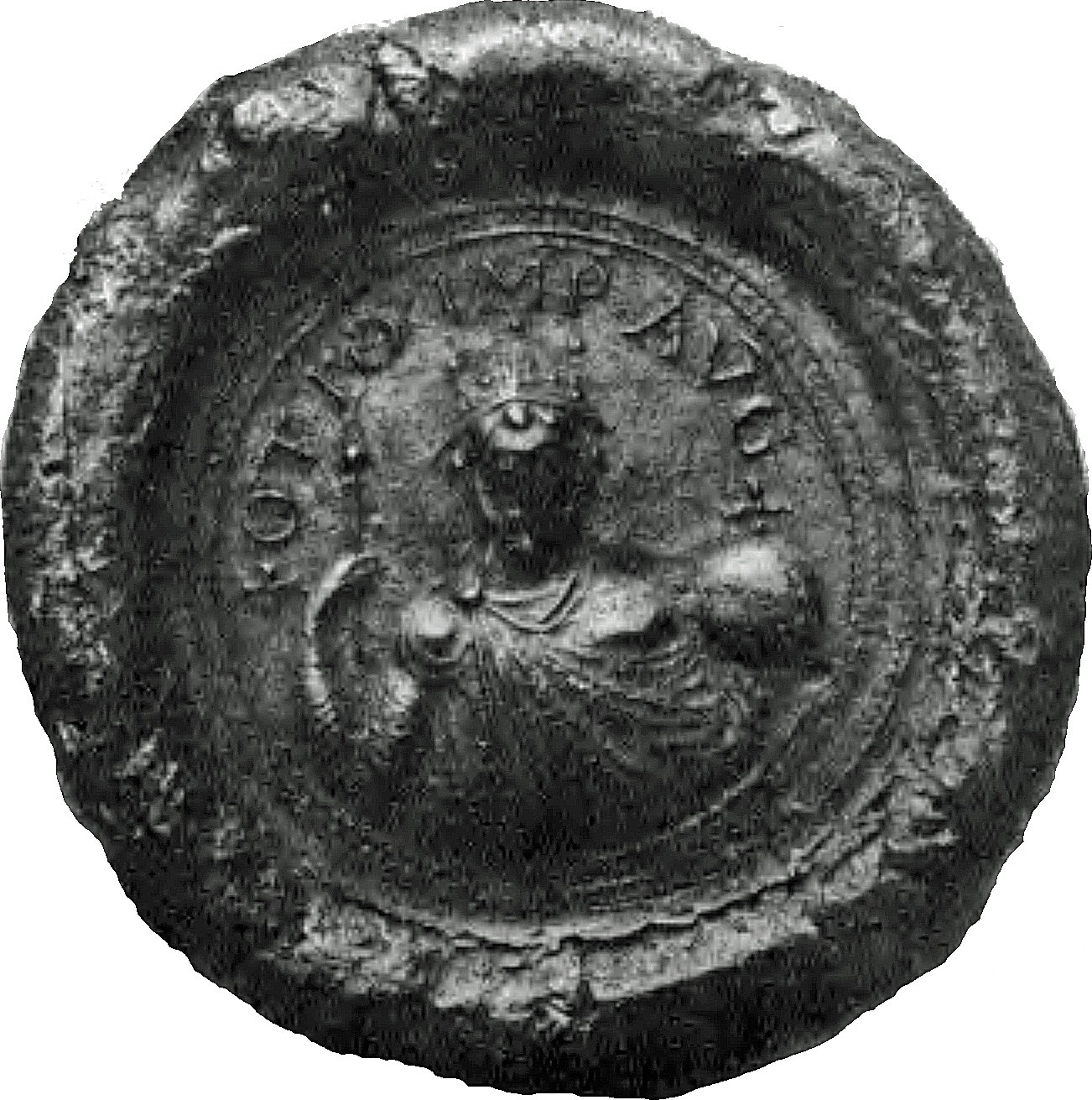
Імперська печатка Оттона I на документі 968 р.

Імператорський титул, який отримав Оттон Великий, ставив його на рівень вище за всіх західноєвропейських монархів. Особливе значення мав сакральний характер цього титулу, який дозволяв Оттону I і його наступникам втручатися до церковних справ у своїх володіннях. Вибори єпископів і абатів здійснювалися за вказівкою імператора, і ще до висвячування церковні ієрархи приносили йому клятву вірності й омаж. У цей період світські і духовні справи не були чітко відокремлені одна від одної. Церква була включена в світську структуру імперії і перетворилася на одну з головних опор імператорської влади і єдності країни. Це виразно виявилося вже в період правління Оттона II (973—983) і під час неповноліття Оттона III (983—1002), коли завдяки підтримці вищого духовенства Німеччини імператорам вдалося придушити кілька великих повстань правителів племінних герцогств. Сам папський престол за Оттонів опинився під домінантним впливом імператорів, що часто одноосібно розв'язували питання призначення і усунення Римських Пап. Інтеграція церкви до державної структури сягнула свого апогею за Конрада II (1024—1039) і Генріха III (1039—1056), коли сформувалася класична імперська церковна система (нім. Reichskirchensystem).

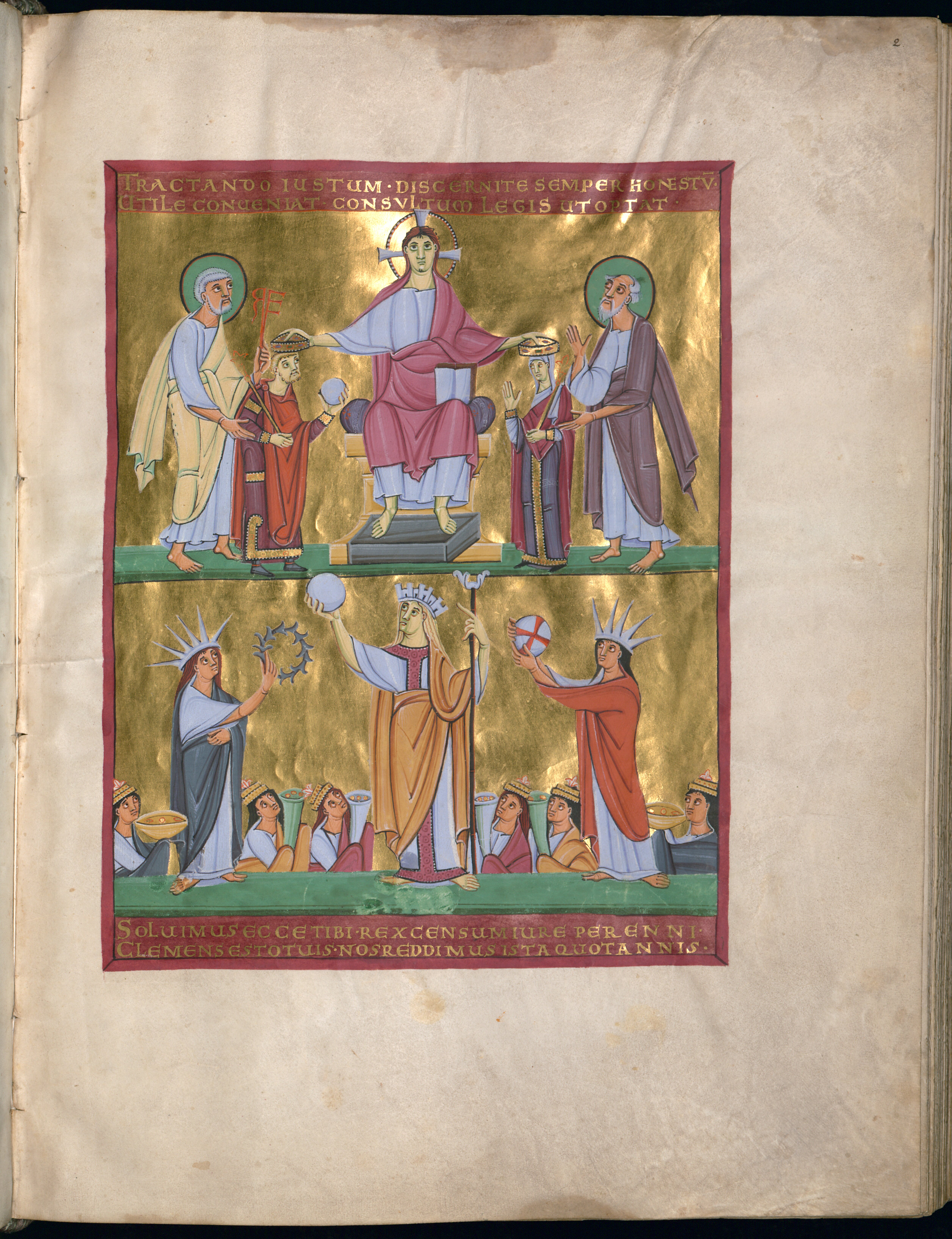
Імператор Генріх II та його дружина Куніґунда, які коронуються Христом. Знизу: алегорії Німеччини, Галії і Риму

Державні інститути імперії в ранній період залишалися достатньо слабко диференційованими. Імператор був одночасно королем Німеччини, Італії, а після смерті в 1032 р. останнього бургундського короля Рудольфа III — і Бургундії. Основною політичною одиницею в Німеччині були племінні герцогства: Саксонія, Баварія, Франконія, Швабія, Лотарингія (остання в 965 р. розділена на Нижню і Верхню) і, з 976 р., Каринтія. Вздовж східного кордону створено систему марок (Північна, Біллунзька, Саксонська Східна, Баварська Східна, пізніше — Майсенська, Бранденбурзька, Лужицька). В 980-х рр. слов'яни на деякий час знову відтіснили німців за Ельбу і захопили Гамбург, але на початку XI століття імперія відновила свої позиції в регіоні, хоча подальше просування зупинило входження Польського і Угорського королівств на правах незалежних королівств в європейську християнську спільноту. В Італії також сформовано марки (Фріульська, Тосканська, Веронська, Іврейська, Туринська, Генуезька тощо), проте розвиток комунального руху в Північній Італії, що призвів до утворення Ломбардської ліги до початку XII століття зруйнував цю структуру.
Головною проблемою для імператорів стало утримання влади одночасно і на північ, і на південь від Альп. Оттон II, Оттон III і Конрад II були вимушені довго знаходитися в Італії, де вони вели боротьбу проти наступу арабів і візантійців, а також періодично придушували повстання італійського патриціату, однак остаточно затвердити імперську владу на Апеннінському півострові так і не вдалося. За винятком короткого володарювання Оттона III, який переніс свою резиденцію до Рима, ядром імперії завжди залишалася Німеччина.
До часів правління Конрада II (1024—1039), першого монарха Салічної династії, відноситься формування стану дрібних лицарів (у тому числі міністеріалів), чиї права імператор гарантував у своїй постанові «Constitutio de feudis» 1036 року, яка лягла в основу імперського ленного права. Дрібне і середнє лицарство в подальшому стало одним з головних носіїв тенденцій інтеграції в імперії. Конрад II та його наступник Генріх III контролювали більшу частину німецьких регіональних князівств, самостійно призначаючи графів і герцогів, і повністю домінували над територіальною аристократією та духовенством. Це дозволило ввести в імперське право інститут «Божого миру» — заборону міжусобних війн і військових конфліктів всередині імперії.
Апогей імперської влади, досягнутий за часів Генріха III, виявився нетривалим: уже в період неповноліття Генріха IV (1056—1106) почалося падіння впливу імператора. Це відбувалося на фоні зростання клюнійського руху в церкві і розвинутих з нього ідей григоріанської реформи, що стверджували верховенство папи римського і повну незалежність церковної влади від світської. Папа Григорій VII намагався усунути можливість впливу імператора на процес заміщення церковних посад і осудив практику світської інвеститури. Однак Генріх IV рішуче встав на захист прерогатив імператора, що спричинило тривалу боротьбу за інвеституру між імператором і папою римським. У 1075 році призначення Генріхом IV єпископа в Мілан стало приводом для відлучення імператора Григорієм VII від церкви і звільнення підданих від присяги вірності. Під тиском німецьких князів імператор був вимушений 1077 року виконати покаянний «похід в Каноссу» і молити папу про прощення. Боротьба за інвеституру завершилася лише 1122 року підписанням Вормського конкордата, який закріпив компроміс між світською і духовною владою: вибори єпископів повинні були проходити вільно і без симонії, проте світська інвеститура на земельні володіння, а тим самим і можливість імператорського впливу на призначення єпископів і абатів, зберігалася. Загалом, боротьба за інвеституру суттєво послабила контроль імператора над церквою, вивела папство з імперської залежності і сприяла зростанню впливу територіальних світських і духовних князів.

#### Епоха Гогенштауфенів

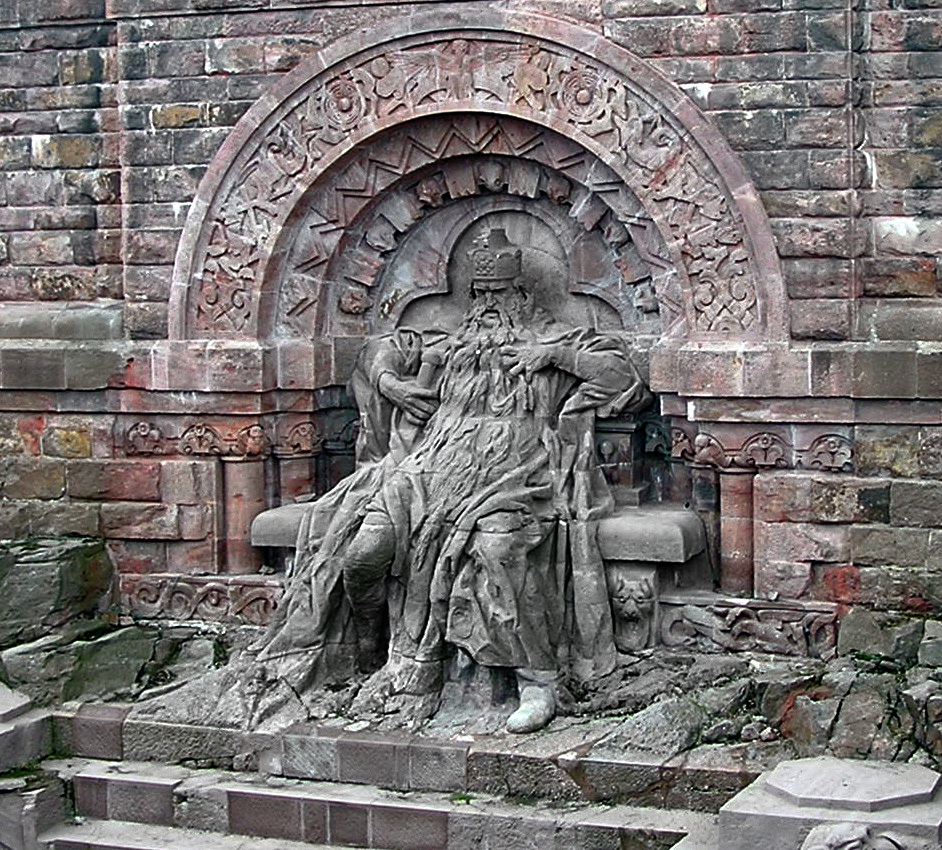
Пам'ятник Фрідріху Барбароссі на горі Кіффхаузер

В другій чверті XII століття в центрі політичного життя імперії опинилося суперництво між двома великими княжими родами — Гогенштауфенами і Вельфами. Перші домінували в південно-західній Німеччині (Швабія, Ельзас) і Франконія). Вельфи були правителями Баварії, Саксонії, Тоскани, також разом з Альбрехтом Ведмедем здійснювали військову експансію на землі слов'ян. 1138 року імператором обрали Конрада III Гогенштауфена, проте збройне протистояння Вельфів і Гогенштауфенів продовжувалося практично протягом всього його правління.
Після смерті Конрада III в 1152 р. імператором став його племінник Фрідріх I Барбаросса, володарювання якого стало періодом значного посилення центральної влади в Німеччині і, на думку багатьох істориків, могутності Священної Римської імперії. Головним напрямком політики Фрідріха I стало відновлення імператорської влади в Італії. Фрідріх здійснив шість походів до цієї країни, під час першого з яких був коронований в Римі імператорською короною. На Ронкальському сеймі 1158 року була зроблена спроба юридичного оформлення влади імператора одночасно в Італії та Німеччині. Посилення імператора на Апеннінському півострові викликало спротив як папи римського Олександра III і Сицилійського королівства, так і північноіталійських міських комун, які 1167 року об'єдналися в Ломбардську лігу. Ломбардській лізі вдалося організувати ефективну відсіч планам Фрідріха I відносно Італії і 1176 року завдати нищівної поразки імперським військам в битві при Леньяно, що змусило правителя в 1187 визнати автономію міст. В самій Німеччині позиції імператора значно посилилися завдяки розділу володінь Вельфів 1181 року і формуванню достатньо великого домену Гогенштауфенів. Наприкінці життя Фрідріх I вирушив у Третій хрестовий похід, під час якого і загинув в 1190.
Сину та спадкоємцю Фрідріха Барбаросси Генріху VI в низці військових операцій вдалося ще більше розширити територіальну могутність імператора, підкоривши Сицилійське королівство. Саме в цій державі Гогенштауфени змогли створити централізовану спадкоємну монархію з сильною королівською владою і розвиненою бюрократичною системою, тоді як в німецьких землях посилення регіональних князів не тільки не дозволило закріпити самодержавну систему правління, але й забезпечити передачу імператорського престолу у спадок. Після смерті Генріха VI в 1197 обрано відразу двох римських королів Філіппа Швабського і Оттона IV Брауншвейзького, що призвело до міжусобної війни в Німеччині.

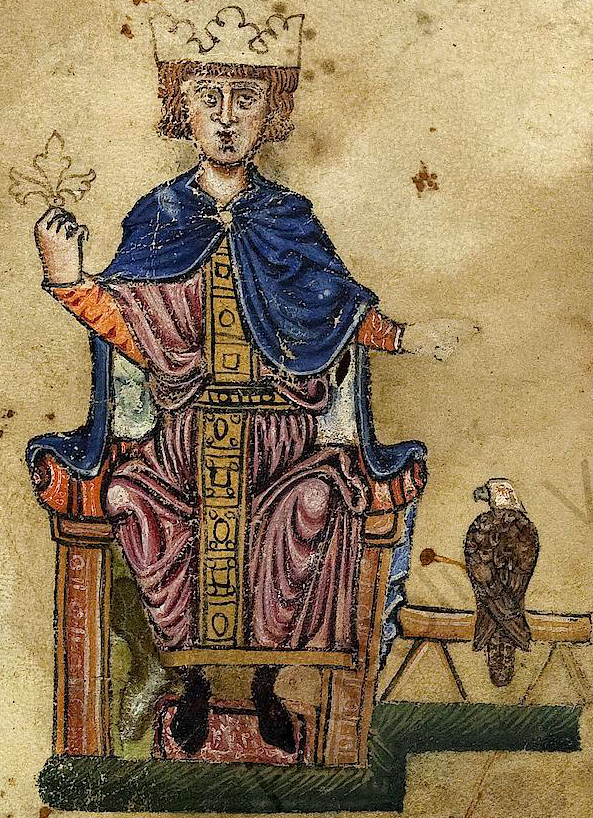
Імператор Фрідріх II

1220 року імператором короновано Фрідріха II Гогенштауфена, сина Генріха VI і короля Сицилії, який відновив політику Гогенштауфенів зі встановлення імперського панування в Італії. Він пішов на жорсткий конфлікт з папою римським, був відлучений від церкви і оголошений антихристом, але, попри це, взяв участь в хрестовому поході до Палестини і був обраний королем Єрусалиму. За часів правління Фрідріха II в Італії розгорнулася боротьба гвельфів, прибічників папи римського, і гібелінів, прихильників імператора, яка розвивалася з перемінним успіхом, але в цілому достатньо успішно для Фрідріха II: його війська контролювали більшу частину Північної Італії, Тоскану і Романью, не кажучи про володіння імператора в Південній Італії, які він отримав у спадок. Зосередженість на італійській політиці, однак, примусила Фрідріха II піти на суттєві поступки німецьким князям. Згідно з Угодою з князями церкви 1220 року і Постановою на користь князів 1232 року за єпископами і світськими князями Німеччини визнано суверенні права в рамках території їхніх володінь. Ці документи стали правовою основою для формування у складі імперії напівнезалежних князівств і розширення впливу регіональних правителів у збиток прерогативам імператора.

#### Криза Пізнього Середньовіччя

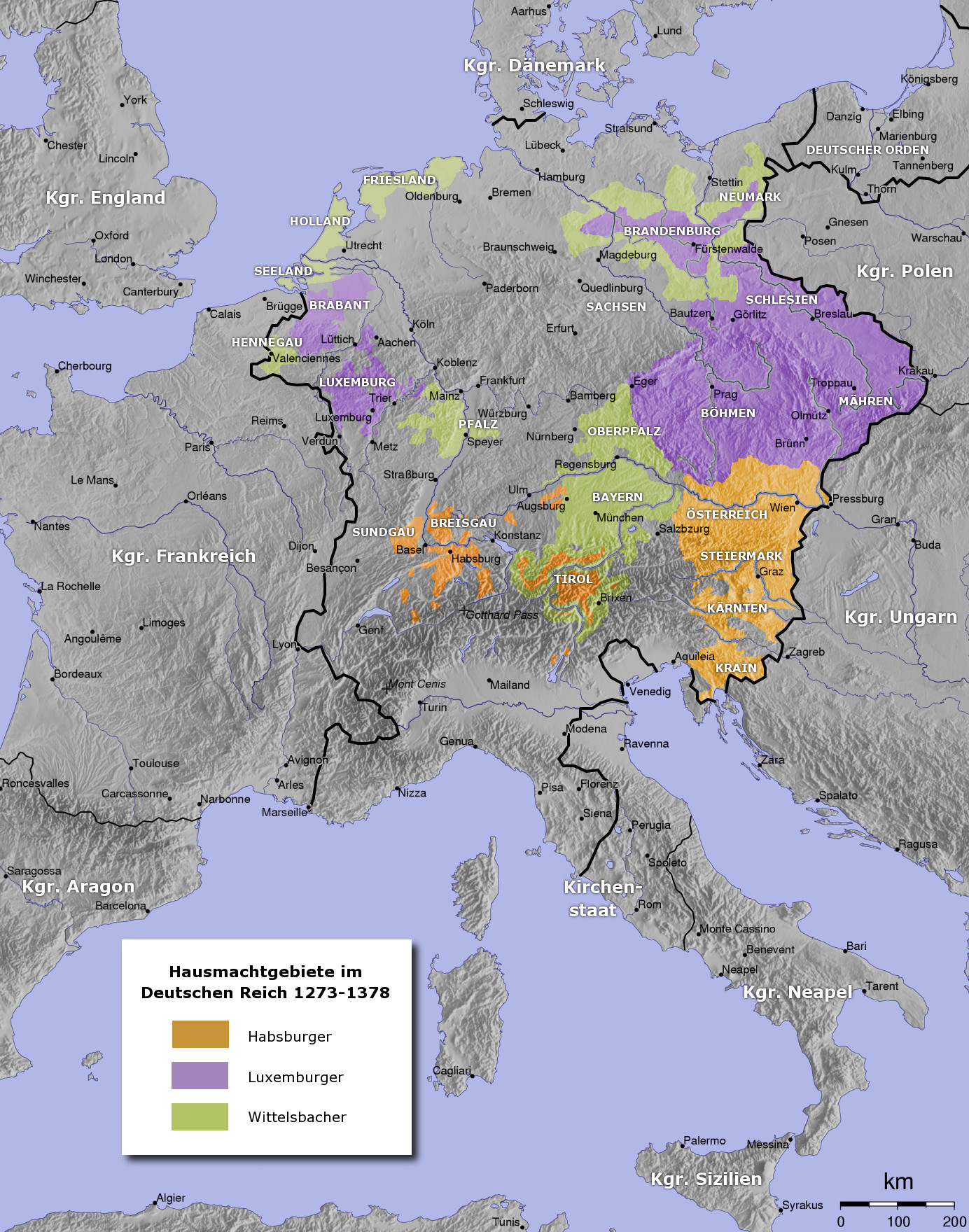
Священна Римська імперія в XIV столітті та володіння правлячих династій (Люксембурги, Віттельсбахи, Габсбурги)

Після припинення династії Гогенштауфенів 1250 року в Священній Римській імперії розпочався тривалий період міжцарювання (1254—1273). Але і після його закінчення і сходження на престол 1273 року Рудольфа I Габсбурга значення центральної влади продовжувало падати, а роль правителів регіональних князівств — підвищуватися. Хоча монархи й зробили спробу відновити колишню могутність імперії, на перший план вийшли династичні інтереси: обрані королі перш за все намагалися максимально розширити володіння своїх родин: Габсбурги закріпилися в австрійських землях, Люксембурги — в Чехії, Моравії і Сілезії, Віттельсбахи — в Бранденбурзі, Нідерландах і Ено. Саме в пізньому середньовіччі принцип обирати імператора набув реального втілення: протягом другої половини XIII — кінця XV століття імператор справді обирався з декількох кандидатів, а намагання передати владу у спадок зазвичай не мали успіху. Різко зріс вплив на політику імперії великих територіальних князів, до того ж семеро наймогутніших князів привласнили собі виключне право обрання та усунення імператора. Це супроводжувалося зміцненням середньої та дрібної шляхти, розпадом імператорського домену Гогенштауфенів і зростанням феодальних конфліктів.
Водночас в Італії остаточно запанував гвельфізм, і імперія втратила вплив на Апеннінському півострові. На західних кордонах посилилася Франція, якій вдалося вивести з-під впливу імператора землі колишнього Бургундського королівства. Деяке пожвавлення імперської ідеї в період правління Генріха VII, який здійснив у 1310—1313 роках похід до Італії і вперше після Фрідріха II був коронований імператорською короною в Римі, було, однак, нетривалим: починаючи з кінця XIII століття Священна Римська імперія дедалі більше обмежувалася винятково німецькими землями, перетворюючись в національне державне утворення німецького народу. Паралельно відбувався також процес звільнення імперських установ від влади папства: в період Авіньйонського полону пап роль Папи Римського в Європі різко знизилася, що дозволило німецькому королю Людвігу Баварському, а слідом за ним і великим регіональним німецьким князям, вийти з підпорядкування римському престолу.

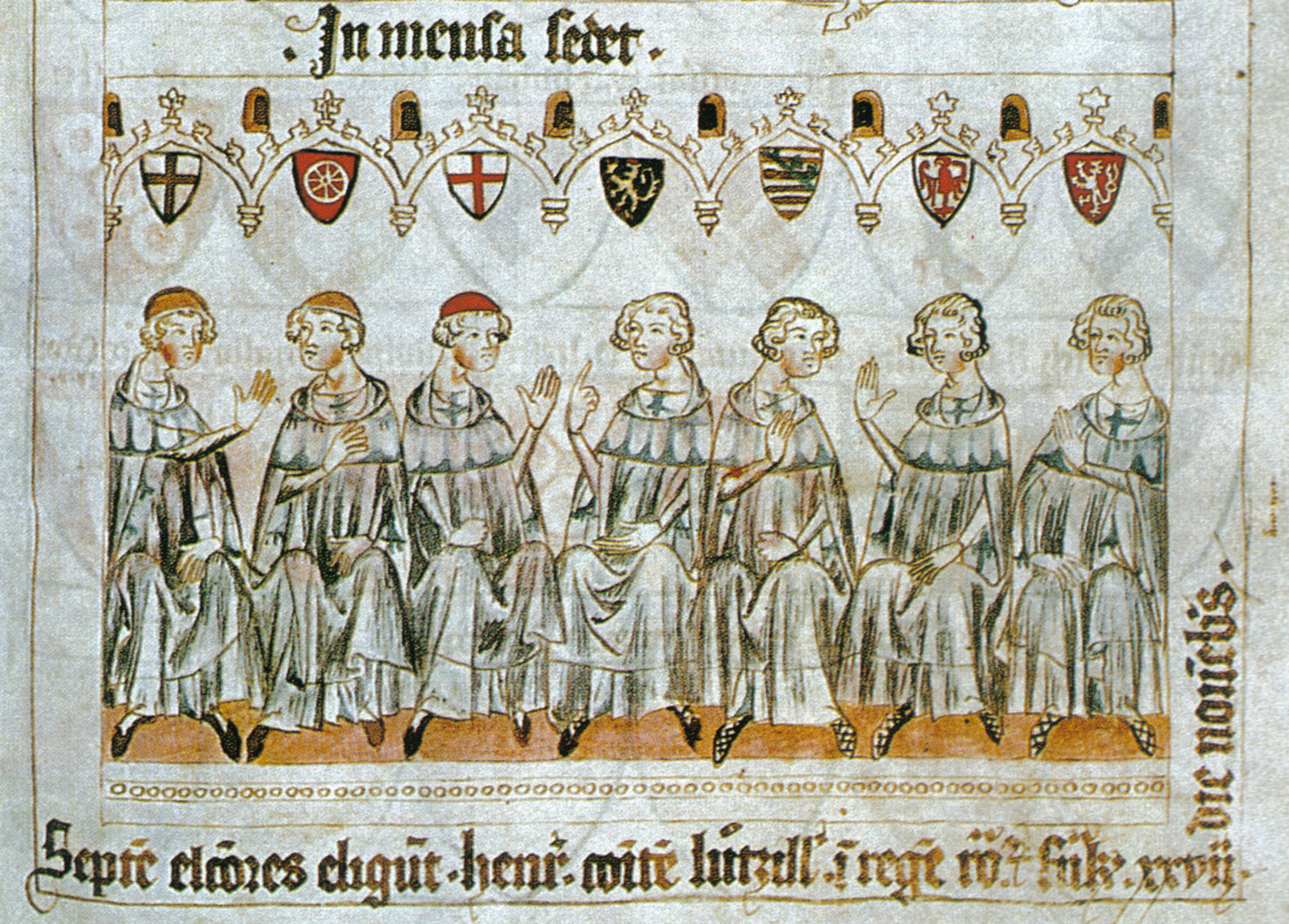
Курфюрсти обирають імператором Генріха VII

Підтримання престижу та збереження можливості проведення незалежної політики в умовах посилення регіональних князівств та сусідніх держав імператорам XIV століття дозволяла опора на власні спадкові володіння: Австрію і верхньошвабські землі при імператорах з родини Габсбургів, Баварію і Пфальц при Людвігу IV і володіння Чеської корони при Люксембургах. У цьому відношенні показовим є володарювання Карла IV (1346—1378), в період правління якого центр імперії перемістився до Праги. Карлу IV вдалося провести важливу реформу конституційного устрою імперії: Золотою буллою імператора 1356 року було засновано колегію курфюрстів з 7 членів, до складу якої увійшли архієпископи Кельна, Майнца, Тріра, король Богемії, курфюрст Пфальца, герцог Саксонії і маркграф Бранденбурга. Члени колегії курфюрстів отримали виняткове право обрання імператора і фактично визначати напрямки політики імперії, за курфюрстами було також визнане право внутрішнього суверенітету, що закріпило роздрібненість німецьких держав. У той же час усунено будь-який вплив папи на вибори імператора.
Кризові настрої в імперії посилилися після епідемії чуми 1347—1350 років, яка призвела до різкого падіння чисельності населення і завдала суттєвої шкоди економіці Німеччини. Друга половина XIV століття ознаменована посиленням Північнонімецького союзу торгових міст, Ганзи, який перетворився у важливий фактор міжнародної політики і набув істотного впливу в скандинавських державах, Англії і Балтійському регіоні. В південній Німеччині міста також перетворилися у вагому політичну силу, яка виступила проти князів і лицарів, однак у серії військових конфліктів кінця XIV століття Швабський і Рейнський союзи міст зазнали поразки від військ імперських князів.
На початку XV століття різко загострилися церковно-політичні проблеми в умовах Розколу католицької церкви і зростання конциларистського руху. Функцію захисника церкви взяв на себе імператор Сигізмунд, якому вдалося відновити єдність римської церкви і престиж імператора в Європі. Проте в самій імперії довелося вести додаткову боротьбу з гуситською єрессю, що охопила землі чеської корони, а спроба імператора знайти опору в містах та імперських лицарях (програма «Третьої Німеччини») була невдалою через гострі суперечки між цими станами суспільства. Також не вдалося покласти край військовим конфліктам між суб'єктами імперії.
Після смерті Сигізмунда 1437 року на престолі Священної Римської імперії запанувала династія Габсбургів, представники якої, за одним винятком, продовжували володарювати в імперії до її розпуску. До кінця XV століття імперія перебувала в глибокій кризі, зумовленій невідповідністю її інститутів викликам часу, розпадом військової і фінансової організації і фактичним звільненням регіональних князівств від влади імператора. В князівствах почалося формування власного апарату управління, військової, судової і податкової систем, виникли представницькі органи влади (ландтаги). За часів Фрідріха III (1440—1493) імператор був втягнутий у затяжні та малоуспішні війни з Угорщиною, в той час як на інших напрямках європейської політики вплив імператора був майже відсутній. Водночас падіння впливу імператора в імперії сприяло активнішому залученню імперських соціальних класів до процесів управління і формуванню всеімперського представницького органу — рейхстагу.

#### Соціально-економічний розвиток
Території, які входили до складу Священної Римської імперії у Середньовіччя, різко відрізнялися одна від одної за населенням, мовою та рівнем соціально-економічного розвитку. В Німеччині в X—XI ст. панувало землеробство, площа сільськогосподарських угідь збільшувалася за рахунок масованого освоєння пусток і лісів. Базовою господарською одиницею був вільний або напівнезалежний селянин, що володів своїм наділом на правах спадкової власності. Процеси феодалізації не були завершені: струнка феодальна ієрархія не склалася, а за підтримки імператорів сформувався досить широкий шар дрібних і середніх лицарів і міністеріалів, слабо залежних від територіальних князів. Особливий вплив як в Німеччині, так і в Італії мало вище духівництво: єпископи і абати наближалися за статусом до територіальних князів, володіли розвинутим адміністративним апаратом і контролювали великі області імперії. Закріпачення селянства відбувалося дещо повільніше, ніж у Франції або в Англії. В Італії прогрес господарства, в порівнянні з Німеччиною, був значнішим. Тут швидше розвивалося сільське господарство, для якого було характерним різноманіття форм селянського землеробства, проте головним двигуном економіки стали міста, які перетворилися вже до XII століття в великі торговельно-ремісничі центри, що спеціалізувалися, перш за все, на ткацтві, сукнарстві та посередницькій торгівлі. Світська знать в Італії була досить слабкою і швидко поступилася провідними позиціями єпископам і вальвасорам, а з розвитком комунального руху — міському патриціату. Пожвавлення торгівлі поширилося також і на німецькі області, перш за все на міста уздовж Рейну і Мааса, а також Гарц, де почався активний видобуток срібла. В результаті розвитку міст в Німеччині в XI—XII столітті почалося формування класу бюргерства сеньйоріальних і вільних імперських міст, проте на відміну від Франції і Англії союз містян з центральною владою практично не склався.
В XII—XIII століттях відбулося оформлення класової ієрархії в імперії, перш за все князів, які стали спадковими володарями регіональних князівств, чий вплив невпинно посилювався і входив у протиріччя з централізаторською політикою імператорів з роду Гогенштауфенів, а також класу дрібних імперських лицарів, міністеріалів і бюргерства вільних міст, що перетворилися в головну опору імперської влади. Темпи розвитку торгівлі в Німеччині значно прискорилися, що призвело до масового виникнення і швидкого зростання існуючих міських центрів. Багатьом містам вдалося вийти з-під влади феодалів і досягти внутрішньої автономії. Проте рівень добробуту і незалежності німецьких вільних міст як і раніше значно відставав від розвитку міських комун Італії, які в цей період перетворилися на фактично незалежні державні утворення, що стали європейськими центрами морської торгівлі, ремесла і фінансових операцій. Багатство італійських міст стало однією з головних причин безперервної боротьби за посилення влади імператора в Північній і Середній Італії в XII—XIII століттях. У сільському господарстві зростання продуктивності землеробства вело, з одного боку, до посилення експлуатації селян і поступового переходу до грошової ренти, а з іншого, сприяло колонізації німецькими землеробами малозаселених земель на сході — Сілезії, Чехії, Помор'я і Балтійському регіоні. Аграрна колонізація цих територій супроводжувалася заснуванням міст на німецькому міському праві, а також експансією феодалів, очолюваною німецькими лицарськими орденами (Тевтонський орден в Пруссії, Орден мечоносців у Балтійському регіоні), внаслідок чого німецький вплив на сході поширився до сучасної Естонії (орденські держави у Балтійському регіоні, проте, юридично не входили до складу імперії).
В пізньому середньовіччі, після втрати імперією італійських земель, на перший план в економічному розвитку вийшли ганзейські міста Північної Німеччини, що зосередили в своїх руках торгівлю між Скандинавією, Англією, Нідерландами, Балтійським регіоном і Новгородом, а також текстильні центри Нідерландів (Антверпен, Мехелен, Брюссель) і Південної Німеччини (мануфактури Швабії). Неухильно збільшувалося значення видобутку і обробки металів (Саксонія, Чехія, Тіроль, Нюрнберг), причому контроль над гірничорудними і металургійними підприємствами перейшов до великого купецького капіталу (Фуггери та ін.). Одним з найбільших фінансових центрів Європи став Аугсбург. Епідемія «Чорної смерті» 1348—1350 р., в результаті якої в деяких регіонах чисельність населення впала більш ніж у два рази, поклала край німецькій аграрній колонізації в східному напрямку і сприяла відтоку продуктивних сил з села в міста. У сільському господарстві зростання попиту на хліб призвело до підвищення товарності зернового виробництва в Північній Німеччині, що супроводжувалося укрупненням селянських володінь на заході і зростанням вотчинного господарства на сході країни. У Південній Німеччині, де основне значення мало городництво і тваринництво і панувало дрібне селянське господарство, почався активний наступ феодалів на селян, що проявлялося в збільшенні панщини і натуральних податків, погонів селян із землі і захопленні громадських угідь. Наслідком цього стало загострення соціальних проблем, що проявилося в низці селянських повстань (гуситські війни, рух «Башмак»).

### Новий час

#### Імперська реформа

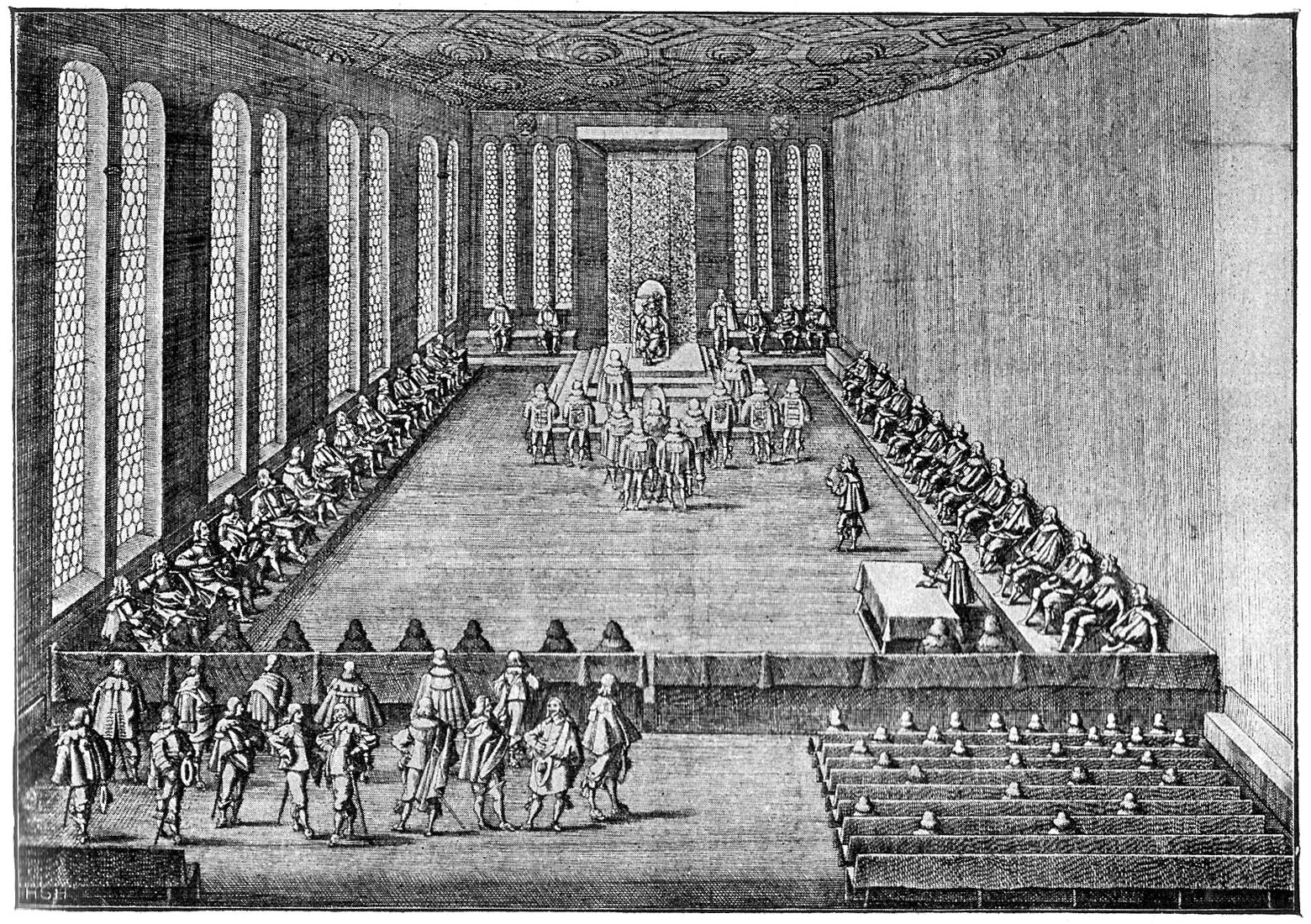
Засідання рейхстагу, утвореного в рамках імперської реформи. Гравюра Маттіаса Меріана, XVII століття

Трансформація імперії згідно з вимогами нового часу була здійснена в період правління Максимілиана I і Карла V. Перший крок був здійснений в 1495, коли Вормським рейхстагом була затверджена так звана «Імперська реформа», яка передбачала формування десяти імперських округів — регіональних органів управління, Вищого імперського суду — верховного органу судової влади для всієї імперії, а також Імперського управління — вищого виконавчого органу. Рейхстаг перетворився в орган законодавчої влади, який періодично скликався, і який став центром здійснення імперської політики, до участі в управлінні імперією були залучені основні соціальні групи країни курфюрсти, імперські князі, імперські лицарі, містяни), між якими сформувався стійкий баланс влади. В основу взаємодії державних утворень всередині імперії був покладений принцип «земського миру» — зведена в ранг закону заборона використання військових способів вирішення конфліктів між суб'єктами імперії. Нарешті була розроблена система фінансування загальноімперських витрат, яка хоча і давала збої через небажання курфюрстів вносити свою долю до загального бюджету, все-таки давала імператорам можливість вести активну зовнішню політику і дозволила відбити турецьку загрозу на початку XVI століття. При Карлі V затверджений єдиний карний кодекс для всієї імперії — «Constitutio Criminalis Carolina».
У результаті перетворень кінця XV — початку XVI століття імперія отримала організовану державно-правову систему, що дозволила їй співіснувати і успішно конкурувати з національними державами нового часу. Хоча не всі органи нової імперії працювали досить ефективно, вони дозволяли підтримувати єдність і відносний спокій в Німеччині. Реформи, проте, не були завершені, і імперія до кінця свого існування продовжувала залишатися сукупністю старих і нових інститутів і не набула атрибутів єдиної держави.
Формування нової моделі організації Священної Римської імперії супроводжувалося послабленням виборчого принципу обрання імператора. Починаючи з 1439 року на престолі імперії встановилася династія Габсбургів — найсильніша в територіальному плані німецька родина. Великі володіння Габсбургів поза імперією (серед їхніх спадкових земель були Чехія, Моравія, Сілезія, Угорщина, Хорватія і Іспанія) різко розширили економічну базу імператора і дозволили закріпити за династією Габсбургів імперську корону. Столицею Німеччини фактично став Відень, в якому розташовувався двір імператора і підлеглі йому органи управління. Перенесення центру влади в імперії на південно-східну периферію мало фундаментальне значення для долі країни в період нового часу.

#### Реформація

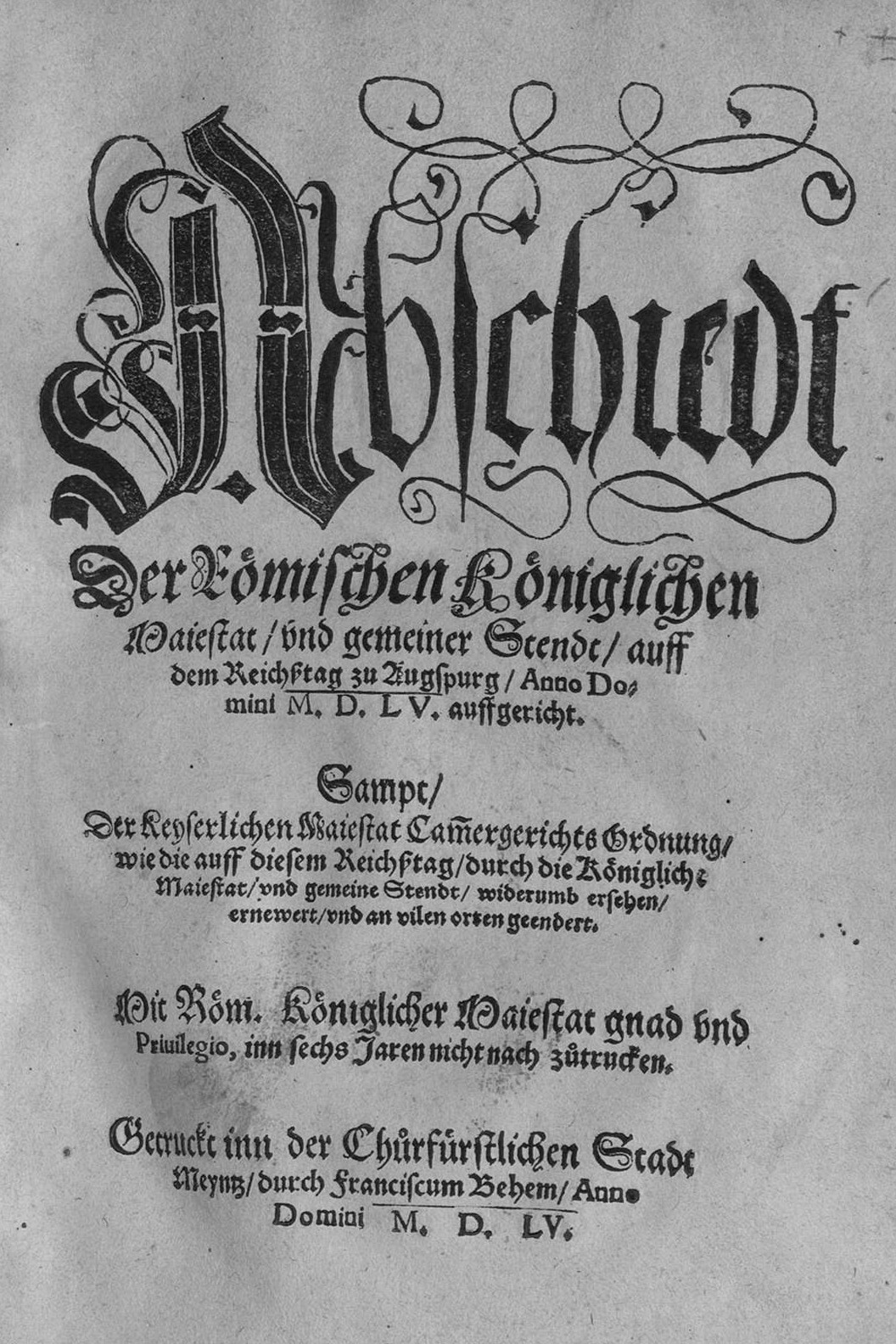
Титульний лист першого видання тексту Аугсбурзького миру. Майнц, 1555

В результаті Реформації, що почалася в 1517 р., імперія виявилася розколеною на лютеранську північ і католицький південь. Протестантизм у першій половині XVI століття прийняли багато великих князівств (Саксонія, Бранденбург, Курпфальц, Брауншвейг-Люнебург, Гессен, Вюртемберг), а також найважливіші імперські міста — Страсбург, Франкфурт-на-Майні, Нюрнберг, Гамбург, Любек. Католицькими залишилися церковні прирейнські курфюрства, а також Брауншвейг-Вольфенбюттель, Баварія, Австрія, Лотарингія, Аугсбург, Зальцбург і деякі інші держави. Конфесійний розкол імперії в умовах відродження претензій на гегемонію в Європі імператора Карла V (Італійські війни), а також політики централізації імперських інститутів, що проводилася ним, призвів до загострення внутрішнього положення Німеччини і зростання конфлікту між країнами імперії і імператором. Невирішеність церковного питання і провал спроб імператора досягти компромісу з теологічних питань на Аугсбурзькому рейхстазі 1530 р. викликали оформлення двох політичних союзів в Німеччині — протестантського Шмалькальденського і католицького Нюрнбергського союзу. Їх протистояння вилилося в Шмалькальденську війну 1546—1547 рр., що потрясла конституційні основи імперії. Хоча Карл V отримав перемогу у війні, незабаром проти нього об'єдналися всі основні політичні сили імперії, невдоволені універсалізмом політики Карла, що бажає створити «всесвітню імперію» на основі своїх німецьких, австрійських і іспанських володінь, і непослідовністю у вирішенні церковних питань. У 1555 р. на рейхстазі в Аугсбурзі був укладений Аугсбурзький мир, який визнав лютеранство як легітимну релігію і гарантував свободу віросповідання для імперських класів, за принципом «кого країна, того і віра» (лат. cujus regio, ejus religio). Карл V відмовився підписати цю угоду і незабаром склав з себе повноваження імператора.
Аугсбурзький релігійний мир дозволив подолати кризу, викликану Реформацією, і відновити працездатність імперських інститутів. Хоча конфесійний розкол зберігся, політично імперія набула єдності. Впродовж подальшого півстоліття католицькі і протестантські суб'єкти імперії досить ефективно співпрацювали в органах управління, що дозволяло підтримувати в Німеччині мир і соціальний спокій.

#### Конфесійна епоха і Тридцятирічна війна
Зречення Карла V і розподіл володінь Габсбургів в 1556 р., в результаті якого Іспанія, Фландрія і Італія дісталися синові Філіпу II, а австрійські землі і посада імператора — братові Фердинанду I, також сприяли стабілізації положення в імперії, оскільки усунули небезпеку приходу до влади безкомпромісного католика Філіпа II. Фердинанд I, один з авторів Аугсбурзького релігійного миру і послідовний провідник курсу на зміцнення імперії через тісний союз з князями і підвищення ефективності функціонування імперських установ, по праву вважається фактичним засновником імперії нового часу. Наступник Фердинанда I імператор Максиміліан II сам симпатизував протестантизму, і в період свого правління (1564—1576) йому удавалося, спираючись на імперських князів обох конфесій, підтримувати в імперії територіальний і релігійний порядок, вирішувати виникаючі конфлікти використовуючи виключно правові механізми імперії. Головною тенденцією розвитку в другій половині XVI — початку XVII століття стало догматичне і організаційне оформлення і відособлення трьох конфесій — католицизму, лютеранства і кальвінізму, і пов'язана з цим конфесіоналізація всіх аспектів соціального і політичного життя німецьких держав. В сучасній історіографії цей період отримав назву «Конфесійна епоха» (нім. konfessionelles Zeitalter).
До кінця XVI століття, проте, намітилися деструктивні тенденції, закладені в половинчатості умов Аугсбурзького миру. Вони були пов'язані, перш за все, з територіально-політичним розширенням радикального кальвінізму (Курпфальц, Нідерланди, Гессен-Кассель, Ангальт, Баден-Дурлах), вороже зустрінутого як лютеранами, так і католиками, а також з тим, що набирала силу, після завершення Трентійського собору, Контрреформація. Під впливом останньої почалося переслідування протестантів в австрійських землях і деяких імперських містах, до католицького віросповідання повернулися багато церковних князівств і міст західної і південної Німеччини, а також Баден-Баден і Пфальц-Нойбург. Крім того, оформлення під впливом процесів конфесіоналізації організаційних структур німецьких князівств і початок формування держав сучасного типу входили в протиріччя з імперськими інститутами, що зберігалися. Вже в 1588 р. робота Імперського суду була паралізована, з початку XVII століття через конфлікти між конфесіями втратив працездатність імперський рейхстаг.

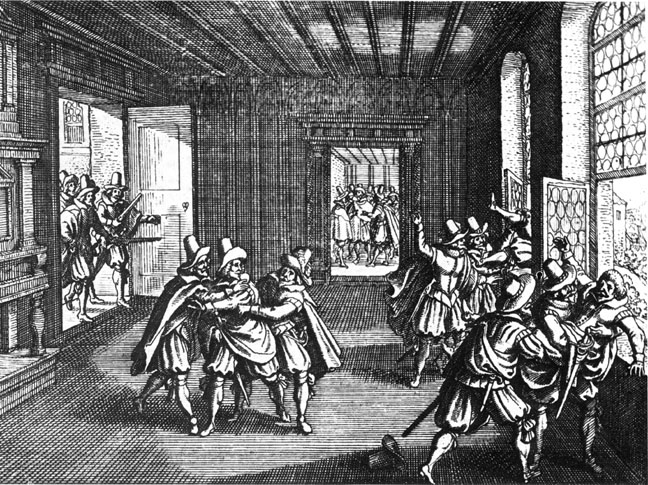
Празька дефенестрація 1618 року

Положення імператора Рудольфа II було серйозно підірване конфліктами усередині родини Габсбургів, невдачами в австро-турецькій війні 1593—1606 років і повстанням Іштвана Бочкаї, що спалахнуло в Угорщині. У 1608 Рудольф II був вимушений відмовитися від Австрії, Угорщини і Моравії, залишивши за собою лише імператорський титул і Чехію, якій він надав широку внутрішню автономію (Грамота Величності, 1609), яка сприяла розвитку радикальних протестантських течій і загостренню конфесійного конфлікту. Послаблення імператорської влади і розпад урядових інститутів призвели до формування альтернативних структур: протестантські князі в 1608-му організували Євангельську унію, а католики в 1609-му заснували Католицьку лігу. Протистояння між конфесіями неухильно заглиблювалося, поки в 1618-му в Празі не спалахнуло повстання проти нового імператора і короля Чехії Фердинанда II. Заколот був підтриманий Євангельською унією, в конфлікт включилися представники обох конфесійних таборів Німеччини, а потім і іноземні держави, внаслідок чого почалася Тридцятилітня війна.
Спочатку успіх у війні супроводжував імператора. У 1621 Фрідріх V, курфюрст Пфальца і лідер Євангельської унії був позбавлений своїх володінь і титулу курфюрста, який був переданий Максиміліану I, герцогові Баварії, главі Католицької ліги. Розгром данських військ у 1625—1626 роках військами Валленштейна і Тіллі дав можливість імператорові зробити спробу політичної перебудови імперії. Реституційний едикт 6 травня 1629 року скасовував секуляризацію протестантами дванадцяти єпископств і архієпископств і близько двохсот монастирів, а також гарантії прав протестантських меншин в католицьких церковних землях. В результаті реалізації положень едикту перевага в імперії перейшла до католицької партії, що викликало різкий опір як з боку протестантських суб'єктів імперії, що звернулися за допомогою до Швеції і Франції, так і з боку католицьких курфюрстів, невдоволених утиском імператором їх прав на участь в управлінні Німеччиною. Це призвело до ескалації конфлікту. Фердинанд II вимушено розпустив армію Валленштайна, а в 1630 році на територію імперії вторглася шведська армія Густава II Адольфа, яка розгромила війська Католицької ліги і за декілька років окупувала північну частину Німеччини. Більш того, в 1633 створено Гейльбронський союз протестантських князівств імперії під керівництвом Швеції, що означало демонтаж імперських інститутів в Північній Німеччині і загрожувало розпадом імперії. Проте в 1634 іспано-імперській армії вдалося завдати нищівної поразки шведам в битві при Нердлінгені й перейти у наступ. У травні 1635 р. між протестантськими і католицькими суб'єктами імперії укладений Празький мир, відповідно до якого скасовувалися всі союзні об'єднання на території Німеччини, у тому числі Католицька ліга і Гейльбронський союз, введення в дію едикту Реституції відкладалося на сорок років, а всі німецькі князі, незалежно від конфесійної приналежності, були зобов'язані об'єднати свої військові контингенти з армією імперії для спільної боротьби зі шведами. Знову склався союз провідних німецьких держав (у тому числі Саксонії, Бранденбурга і Баварії) з імператором, дезінтеграційні процеси зупинилися.
В стороні від Празького миру залишилися радикальні князівства кальвінізму на чолі з Гессен-Касселем. В той же час, консолідація імперії сильно стурбувала Францію. У травні 1635 р. Франція вступила у війну на стороні шведів. Спочатку імперії вдавалося стримувати франко-шведський наступ, проте в 1639 р. стався перелом — французи прорвалися в Швабію, а Празька система почала розпадатися: у 1640 р. з війни вийшов Бранденбург, в 1642 р. була розгромлена Саксонія. У 1645 р. почалися мирні переговори між імператором, Францією, Іспанією і Швецією при активній участі імперських класів в Мюнстері і Оснабрюці. Їх хід визначався розвитком військових дій: у 1647 р. капітулювала Баварія, в 1648 р. шведи узяли Прагу, а Іспанія була вимушена визнати незалежність Нідерландів. Нарешті в жовтні 1648 р. укладений Вестфальський мир, що поклав кінець Тридцятилітній війні і кардинальним чином змінив Священну Римську імперію.

#### Вестфальський мир

Священна Римська імперія після Вестфальського миру

Умови Вестфальського мирного договору мали фундаментальне значення для Священної Римської імперії. У територіальному плані договір закріпив втрату імперією Швейцарії і Нідерландів, які визнано незалежними державами. У самій імперії значні землі потрапили під владу іноземних держав: Швеція отримала Передню Померанію і землі колишнього єпископства Бремена і Фердена, Франція — більшу частину Ельзасу, Брайзах і Філіппсбург. Також підтверджено секуляризація церковних земель в Північній Німеччині. У конфесійному плані визнано рівність на території імперії католицької, лютеранської і кальвініської церков, закріплено право свободи переходу з однієї релігії в іншу для імперських класів і гарантувалися свобода віросповідання для релігійних меншин і право на еміграцію. При цьому строго зафіксовано конфесійні кордони і встановлено, що перехід правителя князівства в іншу релігію не мав супроводжуватися зміною конфесії його підданих. В організаційному плані Вестфальський мир приніс кардинальну реформу порядку функціонування органів влади імперії: релігійні проблеми були відокремлені від адміністративно-правових питань і для їх вирішення в рейхстазі і імперському суді введений принцип конфесійного паритету: кожній конфесії надавалася рівна кількість голосів, що відновило ефективність роботи рейхстагу і суду. Вестфальський мир також перерозподіляв повноваження між владними інститутами всередині імперії: поточні питання, у тому числі законодавство, судова система, оподаткування, ратифікація мирних договорів, передані в компетенцію рейхстагу, який ставав постійним органом. Це істотним чином міняло баланс сил між імператором і класами на користь останніх. В той же час, хоча офіційно визнавалися і закріплювалися права і привілеї класів («територіальне право класів» лат. jus territoriale), імперські чини не перетворювалися на носіїв державного суверенітету: імперські князівства залишалися позбавленими ряду атрибутів сучасної незалежної держави і не могли укладати міжнародні договори, що входять в протиріччя з інтересами імператора або імперії.
До кінця XX століття Вестфальський мир оцінювався більшістю істориків як договір, що закріпив національний і релігійний розкол Німеччини, що різко обмежив прерогативи імператора на користь територіальних князівств і зумовив подальший занепад і розпад імперії. Наслідки Вестфальського миру для Німеччини розглядалися як перемога партикуляризму над доцентровими силами корони і повне звільнення князів від влади імператора, що викликало політичну роздрібненість імперії. За висловленням німецького історика кінця XX століття Фолькера Преса «тенденції Вестфальського миру перетворювали імперію на Імперію князів, серед яких імператор в майбутньому був би не більше ніж „першим серед рівних“». Позитивним моментом, на думку вчених, було лише зживання конфесійної правосвідомості і зародження сучасного міжнародного права, заснованого на суверенітеті держав і незалежного від релігійної приналежності суб'єктів права.
Останнім часом, проте, відбувається переосмислення ролі Вестфальського миру для долі імперії. Особлива увага приділяється відновленню базових структур імперії, що прийшли до занепаду під час Тридцятирічної війни, і, перш за все, всекласового рейхстагу, який перетворився на центр інтеграційних процесів і опору всієї імперської конструкції. Сучасні історики вже не розглядають Вестфальський договір як однозначну перемогу сепаратизму і крах імперської єдиноначальності. Навпаки, «зберігшийся правовий простір відкривав імператорові шлях повернення до імперію», граючи на протиріччях класів і користуючись принципом конфесійного паритету імператор зміг виступати як нейтральна, об'єднувальна імперію сторона. Імперські класи не добилися суверенітету і залишилися в правовому полі імперії, цінність якої лише підвищилася. Вестфальський мир в певному значенні розглядається як розвиток і вдосконалення принципів, закладеного імперською реформою 1495 р. і Аугсбурзьким договором 1555 р. Мир не приніс ні роздрібненості, ні княжого абсолютизму, а сприяв національному об'єднанню німецького народу і закріплював положення status quo, перешкоджаючи анексії малих володінь і деспотичним формам правління. Вестфальський мир не робив імперію аморфною, але гарантував їй подальше життя у формі, що склалася.

#### Імперія в другій половині XVII— середині XVIII століть

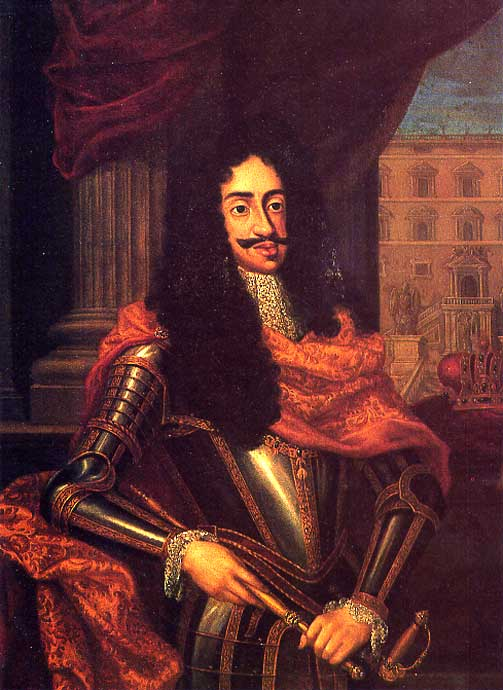
Імператор Леопольд I

Поразка в Тридцятилітній війні позбавила імперію провідної ролі на європейській політичній сцені, яка перейшла до Франції. Новий імператор Леопольд I, продовжуючи традиційну політику підтримки Іспанії, одночасно почав зближення з Англією і Нідерландами в спільній боротьбі проти Франції. Агресія Людовіка XIV призвела до відторгнення від імперії Франш-Конте і всього Ельзасу, проте у війні Аугсбургської ліги (1688—1697) завдяки активним діям союзників в Нідерландах вдалося надати відсіч подальшому просуванню французів у напрямі прирейнських земель. Війна за іспанську спадщину (1701—1714) стала реваншем Габсбургів за Тридцятилітню війну: французька гегемонія в Західній Європі була зруйнована, Південні Нідерланди, Неаполь і Мілан перейшли під владу австрійських Габсбургів. На північному напрямку склалося партнерство Габсбургів, Польщі, Ганноверу і Бранденбургу в протистоянні Швеції, внаслідок чого після Голландської війни (1672—1678) і Великої Північної війни (1700—1721) шведське домінування в балтійському регіоні закінчилося, а більшість її володінь на території імперії (Передня Померанія, Бремен і Ферден) були поділені між Бранденбургом і Ганновером. Головного успіху Габсбурги добилися на південно-східному напрямі: у серії військових кампаній проти Османської імперії останньої чверті XVII століття була звільнена Угорщина, Трансильванія і північна Сербія, що увійшли до складу Габсбурзької монархії, що різко підняло політичний престиж і економічну базу імператорів. Війни з Францією і Туреччиною кінця XVII — початки XVIII століття викликали відродження імперського патріотизму і знов перетворили імператорський престол на символ національної єдності німецького народу.
Внутрішній стан імперії безпосередньо після Тридцятилітньої війни характеризувався істотним обмеженням можливостей для впливу імператора: західнонімецькі князівства тісно блокувалися з Францією, північні орієнтувалися на Швецію. Проте встановлення в Пфальці в 1685 р. католицької лінії династії Віттельсбахів і експансіоністська політика Франції дозволили імператорові Леопольду I відновити позиції на заході країни і згуртувати довкола імперського престолу прирейнські держави. Головними союзниками імператорського престолу в цьому регіоні стали курфюрство Пфальц, Гессен-Дармштадт, Майнц і імперські лицарі Вестфалії, Середнього Рейну і Швабії. У південному секторі Німеччини в кінці XVII — початку XVIII століття повністю переважала Баварія, курфюрст якої конкурував за своїм впливом з самим імператором. У північній частині імперії в умовах посилення Бранденбургу до тіснішого союзу з Габсбургами перейшла Саксонія, правитель якої в 1697 р. прийняв католицтво, а також Ганновер, що добився для себе дев'ятого титулу курфюрста в 1692 р. У процеси імперської інтеграції був залучений і Бранденбург: орієнтація на імператора стала основою політики «Великого курфюрста», а його син в 1700 р. отримав згоду Леопольда I на прийняття титулу короля Пруссії. Рейхстаг з 1662 р. перетворився на постійний орган, що засідав в Регенсбурзі. Його робота відрізнялася достатньою ефективністю і сприяла збереженню єдності імперії. Активну участь в роботі рейхстагу брав імператор Леопольд I, який послідовно проводив політику на відновлення ролі імперського престолу і подальшу інтеграцію класів. Велику роль стала грати репрезентативна функція імператорського двору в Відні, який перетворився на центр тяжіння шляхти зі всієї Німеччини, а саме місто — в головний центр імперського бароко. Зміцнення позицій Габсбургів в спадкових землях, успішна політика династичних шлюбів і роздачі титулів і посад також значно сприяли підйому впливу імператора. В той же час процеси консолідації на імперському рівні накладалися на регіональну інтеграцію: у найбільших німецьких князівствах формувалися власний розгалужений державний апарат, пишний княжий двір, який об'єднував місцеву шляхту, і збройні сили, що дозволяли курфюрстам проводити більш незалежну від імператора політику. В період війн з Францією і Туреччиною значно підвищилася роль імперських округів, які з 1681 р. узяли на себе функцію набору армії, збору імперських податків і підтримки постійних військових контингентів в імперії. Пізніше склалися асоціації імперських округів, що дозволило організувати ефективнішу оборону імперських кордонів.
Зміцнення імператорської влади при наступниках Леопольда I привело до відродження абсолютистських тенденцій. Вже в період правління Йозефа I (1705—1711) імперські справи фактично перейшли у ведення придворної австрійської канцелярії, а ерцканцлер і його відомство були усунені від участі в процесі ухвалення рішень. Під час війни за іспанську спадщину (1701—1714) знов були заявлені претензії імператорів на Північну і Середню Італію. Рішучіше імператори стали втручатися і у внутрішні справи німецьких князівств, що викликало у відповідь опір великих суб'єктів імперії і їх відхід від політики підтримки імператора. При Карлі VI (1711—1740) політика імператора визначалася, головним чином, його претензіями на іспанський престол і проблемою спадкоємства габсбурзьких земель (Прагматична санкція), тоді як імперські проблеми знаходилися на периферії уваги. Це відбувалося в умовах зростання могутності великих суб'єктів імперії (Баварії, Пруссії, Саксонії і Ганноверу), які прагнули проводити власну незалежну політику в Європі, мало враховуючи інтереси імперії і імператора. Так, імператор був відсторонений від розподілу колишніх шведських володінь в імперії після Другої північної війни, а в конфлікті між католиками і протестантами Пфальца в 1719—1724 р. проти імператора різко виступила коаліція німецьких євангельських держав на чолі з Пруссією і Ганновером, що ледве не спровокувало військові зіткнення. Для Карла VI великим успіхом в імперській політиці стало визнання рейхстагом Прагматичної санкції в 1732 р., хоча курфюрсти Баварії, Пфальца і Саксонії проголосували проти. В цілому, до середини XVIII століття єдність імперії виявилася істотно підірваною, великі німецькі князівства практично вийшли з-під контролю імператора, тенденції дезінтеграції явно превалювали над слабкими спробами імператора зберегти баланс влади в Німеччині.

#### Австро-прусське протистояння і занепад імперії

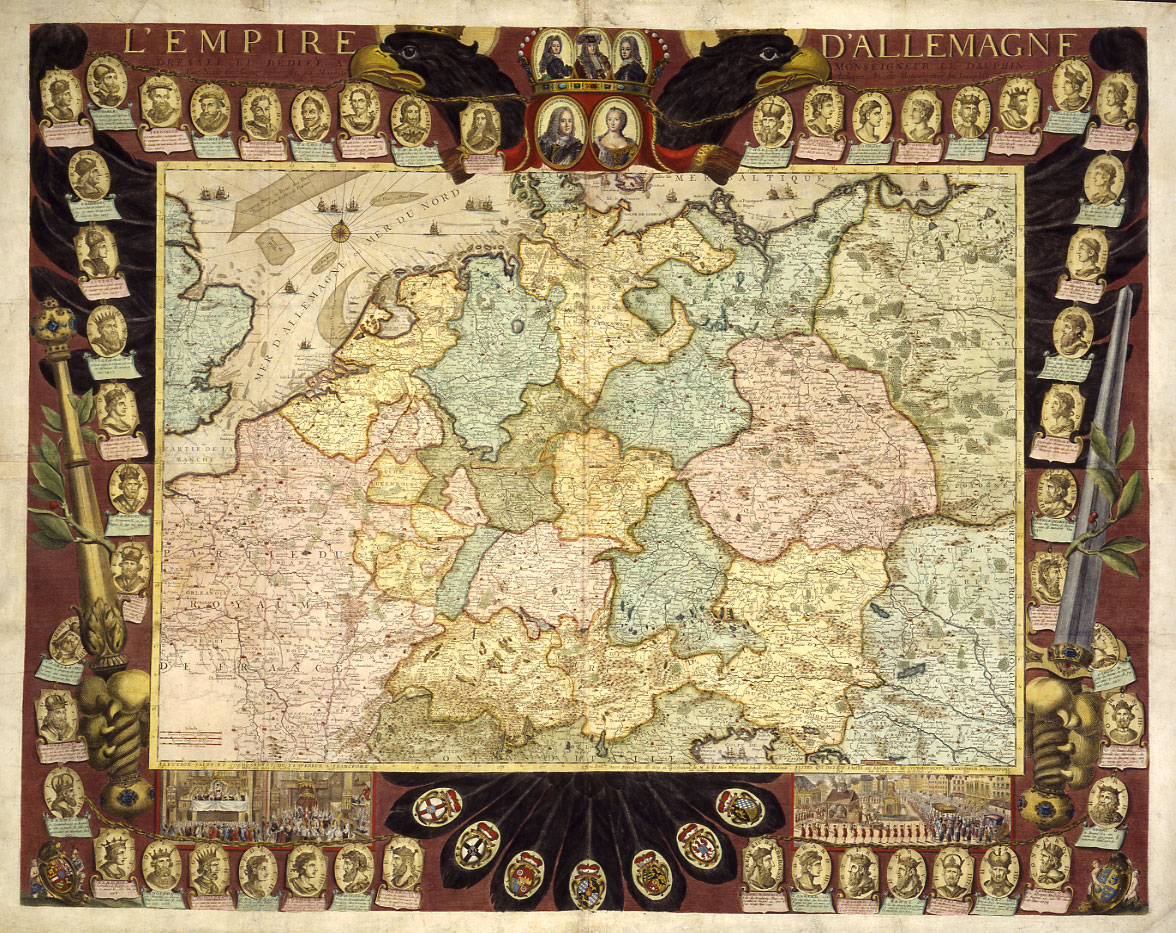
Священна Римська імперія в 1705 г., Карта «Німецька імперія» роботи Ніколя де Фера, 1770.

З кінця XVII століття в рамках Священної Римської імперії почав виявлятися антагонізм двох її найвпливовіших членів: Австрії і Пруссії. Австрійська монархія Габсбургів, завоювавши Угорщину і отримавши після Війни за іспанську спадщину великі володіння в Італії і Нідерландах, все більше відособлювалася від імперії, хоча саме її правителі займали трон імператора. Інтереси Габсбургів лежали, перш за все, в південно-східному і південному напрямі, тоді як внутрішньоімперським справам з початку XVIII століття стали приділяти значно менше уваги. Успіхи централізаторської політики в спадкових землях Габсбурги спробували перенести на імперію, що зустріло різкий опір імперських класів. Значна частина володінь прусського короля також лежала поза територією імперії, що дозволяло йому діяти на європейській політичній сцені як незалежному господарю. Економічний підйом, створення при Фрідріху I і Фрідріху Вільгельмі I ефективної бюрократичної системи управління і формування сильної армії висунули Прусію на перший план серед німецьких держав, що спричинило загострення суперництва з Австрією. Пруссія фактично перестала брати участь в загальноімперських питаннях: на її території не діяли норми, що охороняють інтереси класів, не виконувалися рішення імперського суду, армія не брала участі у військових кампаніях імператора, робота Верхньосаксонського імперського округу була паралізованою. В результаті розбіжностей, що посилювалися, між фактичною військово-політичною потужністю Пруссії та інших великих німецьких князівств і застарілою імперською ієрархією до середини XVIII століття назріла гостра системна криза Священної Римської імперії.
Після смерті імператора Карла VI в 1740 р. і припинення прямої чоловічої лінії дому Габсбургів австро-прусське протистояння вилилося у відкриту війну. Сілезькі війни (1740—1745) між прусським королем Фрідріхом II і австрійською ерцгерцогинею Марією Терезією завершилися поразкою Австрії і втратою Сілезії. Одночасно Австрія була вимушена вести Війну за австрійську спадщину (1741—1748) проти франко-іспано-баварської коаліції. У 1742 р. курфюрст Баварії Карл Альбрехт одноголосно обраний імператором Священної Римської імперії. Вперше за три століття на престол Німеччини вступив не член дому Габсбургів. Деякими істориками обрання Карла Альбрехта розглядається як спроба імперських класів знайти новий політичний шлях для імперії і перенести центр її тяжіння з південно-східної околиці до «старої Німеччини». Незважаючи на спроби Карла VII впорядкувати роботу державних органів імперії, військові дії розвивалися для нього невдало: австрійці кілька разів розоряли і захоплювали Баварію, що завдало нищівного удару матеріальній базі імператора.
Після смерті Карла VII в 1745 р. імперський престол повернувся до Габсбургів: імператором був обраний чоловік Марії Терезії Франц I Лотаринзький. До того часу імперія перебувала в глибокій кризі. Спроби Габсбургів відновити ефективність роботи імперських структур і поставити їх на службу інтересам Австрії наштовхнулися на рішучий опір князівств на чолі з Прусією, яка взяла на себе роль захисника німецьких свобод від «абсолютистських» домагань Габсбургів. Франц I зазнав повної поразки в спробі відновити прерогативи імператора у сфері ленного права і створити дієву імперську армію. Хоча під час Семирічної війни (1756—1763) вдалося досягти оголошення рейхстагом імперської війни проти Фрідріха II, це сталося значною мірою завдяки натиску Франції на своїх союзників в Німеччині і не призвело до перелому у війні. Більш того, в кінці Семирічної війни німецькі князівства остаточно перестали підкорятися імператорові і самостійно укладали сепаратні перемир'я з Прусією. Під час війни за баварську спадщину 1778—1779 р., коли імператор спробував силовими методами закріпити за Габсбургами Баварію, імперські класи відкрито виступили проти імператора.
Для імператора корона Священної Римської імперії неухильно втрачала власну привабливість, стаючи лише засобом для зміцнення Австрійської монархії і позицій Габсбургів в Європі.. В той же час застигла структура імперії входила в протиріччя з австрійськими інтересами, будь-які спроби імператорів здійснити які-небудь перетворення були приречені на провал через небажання суб'єктів допустити посилення центральної влади і порушити існуючий баланс сил і влади. Особливо яскраво це виявилося в період правління Йосифа II, який був змушений практично піти з імперії, зосередившись на інтересах Австрії. Цим успішно користувалася Пруссія, що виступала в ролі захисника імперського порядку і яка прагнула взяти на себе роль гаранта збереження суверенних прав малих суб'єктів імперії. У 1785 р. під керівництвом Фрідріха II створено Союз німецьких князів, як альтернатива імперським інститутам, контрольованим Габсбургами. Австро-прусське суперництво позбавляло решту німецьких держав можливості робити хоч який-небудь вплив на внутрішньоімперські справи і робило неможливим здійснення реформ у дусі програми «Третьої Німеччини», орієнтованої на захист інтересів малих і середніх суб'єктів імперії. Це вело до «втоми від імперії» світських і церковних князівств, лицарів і вільних міст, які історично були головною опорою конструкції Священної Римської імперії. Стійкість імперії була остаточно втрачена.

#### Соціально-економічний розвиток
Посилення експлуатації селянства в Південній Німеччині, загострення соціального конфлікту між міським патриціатом і цеховими робітниками, а також між нижчою шляхтою і імперськими князями, під впливом ідей Реформації викликали в 1524—1525 рр. масове народне повстання в Швабії, Франконії, Тюрингії і Тіролі, що увійшло до історії під назвою Великої селянської війни. Поразка повстання і погіршення аграрної кон'юнктури в XVI столітті привела до посилення феодальної залежності південно-німецького селянства і поширення кріпацтва на інші регіони Німеччини. Вільне селянство і громадські інститути продовжували зберігати домінувальне значення лише в Саксонії, Тюрингії, Фрисландії, Дітмаршені і деяких областях Гессена. Якщо в Бранденбурзі, Мекленбурзі, Померанії спостерігалося подальше зміцнення фільваркового господарства і збільшення податків, то на заході імперії значного погіршення положення селянства не спостерігалося. Соціальне протистояння між селянами і шляхтою в XVI—XVII століттях втратило гостроту, багато в чому завдяки чиннику релігійної солідарності, розвитку різноманітних форм патронажу і судових каналів захисту селянами своїх інтересів.
У розвитку міст в XVI столітті намітилася стагнація колишніх економічних лідерів (ганзейські міста, Аугсбург, гірські центри Саксонії), і перехід лідерства до міст Центральної Німеччини на чолі з Франкфуртом і Нюрнбергом. На зміну купецьким банкірським будинкам Фуггерів і Вельзерів прийшли банки Гамбурга, Нюрнберга і Лейпцига. Значне посилення бюргерства в період Реформації змінилося до XVII століття повним домінуванням шляхти в політичній системі імперії, відлученням бюргерства від управління і його анобліруванням. На рівні міст відбувалася олігархізація міських общин і зміцнення всевладдя патриціату в системі міського управління. Нижча шляхта поступово переходила під егіду імперських князів, а з розвитком придворно-адміністративного апарату в князівствах включалося в політичну систему великих державних утворень і втрачало свою незалежність.
Тридцятилітня війна завдала важкого удару економіці і демографічному стану імперії. Експорт з Німеччини практично припинився, ганзейські міста і гірські центри Саксонії прийшли до занепаду. У містах посилилися прагнення до переходу під заступництво територіальних князів, припинила існування Ганза, остаточно закріпилося економічне лідерство Франкфурту і Кельну. Селянське господарство в XVII ст. мало тенденцію консервації існуючих порядків при заспокоєнні стосунків між селянами і поміщиками. У північно-східній Німеччині в XVIII столітті зміцнилося домінування великого латифундійного поміщицького господарства, заснованого на панщинній праці і орієнтованого на ринок, тоді як в західних і південно-західних землях переважала чиншова система. Істотно пожвавилася в XVIII ст. суконна і металургійна промисловість прирейнських земель, Бранденбурга і Сілезії, з'явилися великі централізовані мануфактури, проте за темпами промислового розвитку імперія істотно відставала не лише від Англії і Франції, але і від Швеції.

### Занепад

#### Війна з Францією і секуляризація 1803 року
Французька революція спочатку привела до консолідації імперії. У 1790 р. був укладений Райхенбахський союз між імператором і Прусією, що на якийсь час припинив австро-прусське протистояння, а в 1792 р. підписана Пільніцька конвенція, за якою обидві держави зобов'язалися надати військову допомогу французькому королю. Проте цілями нового австрійського імператора Франца II були не зміцнення імперії, а реалізація зовнішньополітичних планів Габсбургів, розширення Австрійської монархії, у тому числі за рахунок німецьких князівств, і вигнання французів з Німеччини. Аналогічні прагнення мав і прусський король. 23 березня 1793 р. рейхстаг оголосив імперську війну Франції. До того часу лівобережжя Рейну і австрійські Нідерланди були окуповані французами, а Франкфурт спалений. Імперська армія була вкрай слабкою. Суб'єкти імперії прагнули якомога більше обмежити участь їх військових контингентів в бойових діях за межами власних земель, відмовлялися сплачувати військові внески і намагалися якнайскоріше добитися укладення сепаратного миру з Францією. Вже в 1794 р. імперська коаліція почала розпадатися. У 1795 р., уклавши Базельський мир, з війни вийшла Пруссія, за якою послідували північнонімецькі держави, а в 1796 р. Баден і Вюртемберг. Австрійська армія, що продовжувала вести військові дії, зазнавала поразок на всіх фронтах. Нарешті, в 1797 р. французька армія Наполеона Бонапарта вторглася з Італії на територію спадкових володінь Австрії. Весною 1797 р. укладено Кампо-Формійський мир. Імператор передавав Франції Бельгію і Ломбардію і погоджувався на поступку лівобережжя Рейну, а натомість отримав континентальні володіння Венеції і право на збільшення австрійських володінь в імперії за рахунок церковних князівств південно-східної Німеччини.
У 1798 р. в Раштаті розпочалися мирні переговори з Францією від імені імперії, на яких почалося обговорення питання надання компенсацій колишнім правителям князівств лівого берега Рейну за рахунок секуляризації церковних володінь. Переговори провалилися, але спалахнула в 1799 р. Війна другої коаліції (1799—1801), у якій Австрія спробувала добитися реваншу, завершилася повною поразкою союзників. Люневільським миром 1801 р. визнано анексію Францією лівого берега Рейну, у тому числі земель трьох духовних курфюрстів — Кельна, Майнца і Тріра. Вирішення питання про територіальне відшкодування постраждалим німецьким князям винесли на розгляд імперської депутації. Після тривалих переговорів під натиском Франції і Росії, при фактичному ігноруванні позиції імператора, прийнято остаточний проєкт реорганізації імперії, затверджений 24 березня 1803 р.
«Завершальна постанова імперської депутації» 1803 р. передбачала кардинальну реорганізацію складу і структури Священної Римської імперії. Церковні володіння на території Німеччини були секуляризовані і переважно увійшли до складу великих світських держав. Припиняли також своє існування як суб'єкти імперського права майже всі (за винятком шести) імперські міста. Всього скасовано, не рахуючи анексованих Францією земель, більше 100 державних утворень у складі імперії, а чисельність населення секуляризованих земель досягала трьох мільйонів чоловік. Причому найбільші прирости відносно території і чисельності населення отримали французькі сателіти Баден, Вюртемберг і Баварія, а також Пруссія, під владу якої перейшла велика частина володінь церкви в Північній Німеччині. Після завершення територіального розмежування до 1804 р. у складі Священної Римської імперії залишилося близько 130 держав, не рахуючи володінь імперських лицарів.
Територіальні зміни спричинили радикальні зміни у складі рейхстагу і колегії курфюрстів. Були скасовані титули трьох церковних курфюрстів, а замість них курфюрстські права були надані правителям Бадена, Вюртемберга, Гессен-Касселя і ерцканцлеру імперії Карлу-Теодору Дальбергу. В результаті в колегії курфюрстів, а також в палаті князів імперського рейхстагу, більшість перейшла до протестантів і сформувалася сильна профранцузька партія. Ліквідація вільних міст і церковних князівств — традиційно основної опори імперії — призвела до втрати імперією стійкості і повного падіння впливу імператорського престолу. Священна Римська імперія остаточно перетворилася на конгломерат фактично незалежних держав і втратила перспективи свого виживання як єдиної політичної установи.

#### Кінець Священної Римської імперії

Рейнський союз до 1808 р.

Імовірність швидкого краху імперії, або, принаймні, краху влади Габсбургів в Німеччині, після «Завершальної постанови» імперської депутації 1803 року стала очевидною навіть для самого імператора Франца II. У 1804 р. він прийняв титул імператора Австрії, прагнучи залишатися рівним за рангом з Наполеоном, проголошеним в тому ж році спадковим імператором французів. Хоча акт прийняття титулу імператора Австрії не порушував безпосередньо імперську конституцію, він свідчив про усвідомлення можливості втрати Габсбургами престолу Священної Римської імперії. Небезпека того, що римським імператором буде обраний Наполеон, стала реальною вже в 1804 р., коли останній відвідав давню імперську столицю Аахен і могилу Карла Великого. Ідеї прийняття Наполеоном римської корони симпатизував навіть ерцканцлер імперії Карл-Теодор Дальберг.
Проте, смертельного удару Священній Римській імперії завдав не акт заснування Австрійської імперії, а війна третьої коаліції 1805 р. Армія Франца II була розгромлена в битві під Аустерліцом, а Відень захоплений французами. На стороні Наполеона в цій війні билися війська Бадена, Баварії і Вюртемберга, що не викликало жодної негативної реакції в імперії. Франц II був вимушений укласти з Францією Пресбурзький мир, згідно з яким імператор не лише відмовлявся на користь Наполеона і його сателітів від володінь в Італії, Тіроля, Форарльбергу і Передньої Австрії, але і визнавав за правителями Баварії і Вюртемберга титули королів, що юридично виводило ці держави з-під влади імператора і надавало їм майже повний суверенітет. Австрія остаточно була відтиснена на периферію Німеччини, а імперія перетворилася на фікцію. Як підкреслював Наполеон в листі до Талейрана після Пресбурзького договору:
|  | Більше не буде рейхстагу [...], більше не буде і Німецької імперії. |

Процес розпаду імперії набирав оберти. У січні Швеція оголосила про припинення участі представників своїх північнонімецьких володінь (Передня Померанія) в загальноімперському рейхстазі і анулюванні імперської конституції в німецьких землях, що належать їй. У травні 1806 р. імперський ерцканцлер Дальберг, не зважаючи на протест імператора, призначив своїм коад'ютором і наступником дядька Наполеона кардинала Йозефа Феша, француза, що не говорив ні слова німецькою. В разі смерті Дальберга Феш став би главою уряду Священної Римської імперії. На думку нового австрійського канцлера Іоганна Філіппа Штадіона, перед імперією відкривалися лише дві перспективи: розпуск, або реорганізація під французьким пануванням. 12 липня 1806 р. Баварія, Вюртемберг, Баден, Гессен-Дармштадт, Нассау (обидві лінії), Берг, ерцканцлер Дальберг і вісім інших німецьких князівств підписали в Парижі договір про утворення Рейнського союзу під заступництвом Наполеона. 1 серпня ці держави оголосили про свій вихід із складу Священної Римської імперії. Незабаром почалася медіатизація учасниками Рейнського союзу суміжних володінь імперських лицарів і дрібних графств, в результаті якої число німецьких державних утворень скоротилося з двохсот до ледве більше сорока.

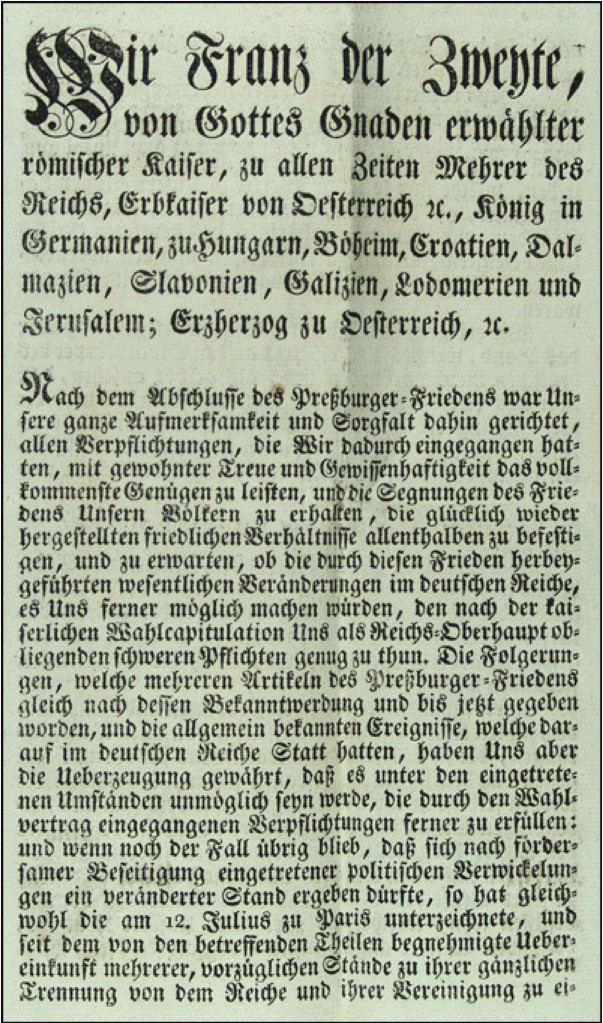
Акт Франца II про складання корони імператора Священної Римської імперії

22 липня 1806 року австрійський посланець в Парижі отримав ультиматум Наполеона, згідно з яким у випадку, якщо Франц II не відречеться від престолу імперії до 10 серпня, французькі війська атакують австрійські володіння. У Відні вже протягом довгого часу велися дискусії про доцільність збереження Священної Римської імперії в умовах абсолютного домінування Франції в Німеччині. Перемогла позиція канцлера Штадіона, що вважав, що існує серйозна небезпека перетворення імперії у французький протекторат, і що збереження Францем II імперського престолу неминуче спричинить війну з Наполеоном, до якої Австрія була не готова. Відмова від корони стала неминучою. Очевидно, на початок серпня 1806 р., отримавши гарантії французького посланця, що Наполеон не надіне корону римського імператора, Франц II зважився піти на зречення.
6 серпня 1806 року Франц II оголосив про складання з себе титулу і повноважень імператора Священної Римської імперії, пояснивши це неможливістю виконання обов'язків імператора після укладення Рейнського союзу. Одночасно він звільнив імперські князівства, класи, чини і посадових осіб імперських установ від обов'язків, накладених на них імперською конституцією. Хоча акт про зречення і не був бездоганний з юридичної точки зору (досі ведуться дебати з питання, чи мав імператор право одноосібно приймати рішення про скасування імперії), в Німеччині вже не було політичної волі підтримувати існування імперської організації. Священна Римська імперія перестала існувати.

#### Віденський конгрес і Німецький союз

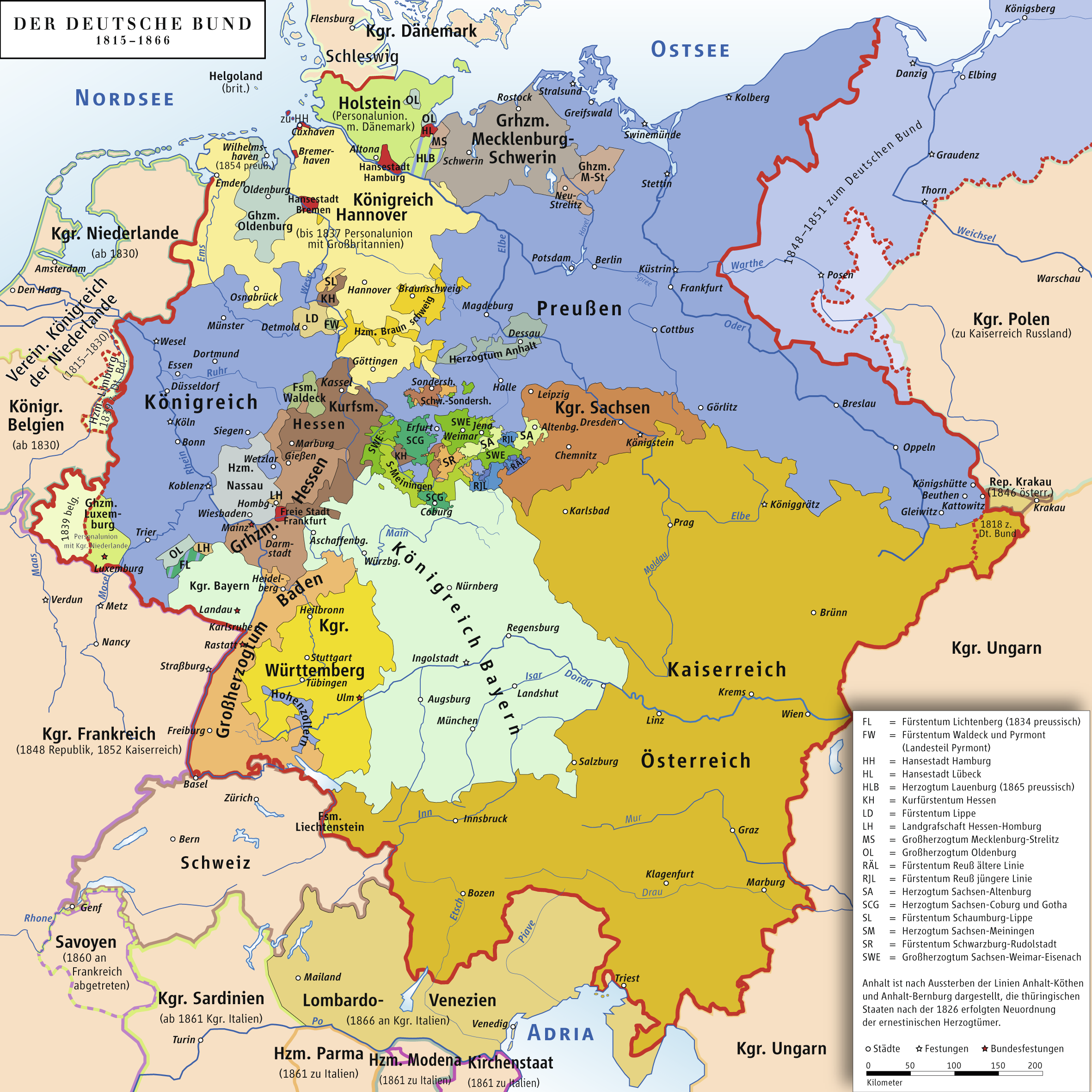
Німецький союз 1815–1866 рр.

Розгром Наполеона в 1813—1814 рр. і патріотичний підйом в Німеччині відкрив можливості для відновлення Священної Римської імперії. Цю ідею підтримували Англія, папа римський, а також малі і середні німецькі князівства, що бачили у відродженні імперії спосіб захисту від посягань з боку більших держав (Пруссії, Баварії, Саксонії, Вюртемберга). У листопаді 1814 р. двадцять дев'ять німецьких князів підписали звернення до Франца II з проханням знов прийняти титул імператора. Проте реставрація Старої імперії була вже неможлива. Відповідно до австро-прусських договорів 1807 і 1813 р., угодами про приєднання колишніх членів Рейнського союзу до антифранцузької коаліції 1814 р. і, нарешті, згідно з умовами Паризького мирного договору 1814 р. Німеччина мала стати конфедеративним утворенням. Спроба відродження імперії загрожувала військовим конфліктом Австрії з Пруссією та іншими великими німецькими державами. На Віденському конгресі 1814—1815 р. Франц II відмовився від імператорської корони і перешкодив проєкту відновлення імперії під управлінням обраного з німецьких князів імператора. Замість цього 8 червня 1815 р. був заснований Німецький союз — конфедерація 38 німецьких держав, включаючи спадкові володіння Австрійської імперії і Прусського королівства, в кордонах, приблизно відповідних колишній Священній Римській імперії. Головою Німецького союзу до 1866 р. залишався імператор Австрії. Німецький союз розпущений після австро-прусської війни 1866 р., йому на зміну прийшов Північнонімецький союз, а з 1871 р. — Німецька імперія під верховенством Пруссії.

## Державний устрій

### Конституційно-правові засади
Священна Римська імперія не мала конституції як єдиного нормативного акту. В основі її державного устрою і принципів функціонування лежали неписані правові звичаї, які лише починаючи з пізнього середньовіччя стали доповнюватися законодавчими актами імператорів і рейхстагу. У новий час конституційно-правові норми були розкидані у значній кількості актів, що в поєднанні з унікальним федеральним характером імперії і системою балансу влади, що склалася, між різними імперськими інститутами і станами створювало досить складну державно-правову конструкцію. За образним виразом Іоганна Якоба Мозера, визначного німецького правознавця XVIII століття,
|  | Німеччина управляється по-німецьки: наш державний устрій не можна пояснити в декількох словах або шляхом порівняння з державним устроєм інших країн. |

Федеральний принцип і складна ієрархія державної структури стали об'єктами критики з часів Реформації і формування в Європі централізованих національних держав. Самуель Пуфендорф у XVII столітті назвав Священну Римську імперію «подібним до „чудовиська“ (лат. monstro simile) співтовариством напівсамостійних князівств, що існували під прикриттям слабких прерогатив імператорського престолу». Проте не зважаючи на всю децентралізацію імперія залишалася єдиним державним утворенням, з власним главою — обраним імператором, і суб'єктами — імперськими станами. Дуалізм імператора і імперських класів, які були відносно незалежними джерелами верховної влади, створював систему, що сильно відрізнялася від інших європейських держав: імператор «не був імперією» і часто не виражав її державної волі. Останній ерцканцлер Священної Римської імперії Карл Теодор Дальберг так описував цю державу незадовго до її занепаду:
|  | ...міцна готична будівля, яка хоча і не була побудована за всіма правилами архітектури, проте безумовно зручна для житла. |

Серед базових нормативних актів, що оформили конституційно-правовий устрій Священної Римської імперії, виділяються такі:
- Виборчі капітуляції імператорів починаючи з Середньовіччя і до розпуску імперії, в яких гарантувалися права і свободи різних імперських класів;
- Вормський конкордат 1122 р., який розділив прерогативи імператора і папи римського в церковній сфері і що поклав початок процесу звільнення державних інститутів імперії від впливу церкви;
- Угода з князями церкви 1220 р., яка гарантувала автономію і територіальний суверенітет церковним володінням у складі імперії;
- Постанова на користь князів 1232 р., що закріпила за правителями світських князівств широкі прерогативи в законодавчій і фінансовій сферах;
- Золота булла 1356 р., що визначила порядок обрання імператора і заснувала колегію курфюрстів, членам якої була надана самостійність у внутрішніх справах і право на участь в управлінні імперією;
- Віденський конкордат 1448 р., який зафіксував державно-правовий статус і структуру інститутів католицької церкви на території Німеччини;
- Імперська реформа 1495 р., яка ввела принцип «земського миру» як основоположний закон функціонування міжкласових стосунків всередині імперії і заснувала єдину судову систему на чолі з Імперським камеральним судом;
- Імперський матрикул 1521 р., яким закріплено перелік суб'єктів імперії і розподілено між ними обов'язки у військовій сфері;
- Ауґсбурзький мир 1555 р., який встановив загальні принципи взаємин класів різних конфесій в рамках імперії;
- Вестфальський мир 1648 р., який надав територіальний суверенітет суб'єктам імперії і який зафіксував принцип конфесійного паритету у формуванні органів управління імперією;
- Останнє послання до імперії 1654 р., яке затвердило умови Вестфальського миру і супутні укази як основний закон імперії і встановило єдині процесуальні норми;
- Завершальна постанова імперської депутації 1803 р. — останній закон Священної Римської імперії, який радикально реформував її структуру і склад.

### Імператор

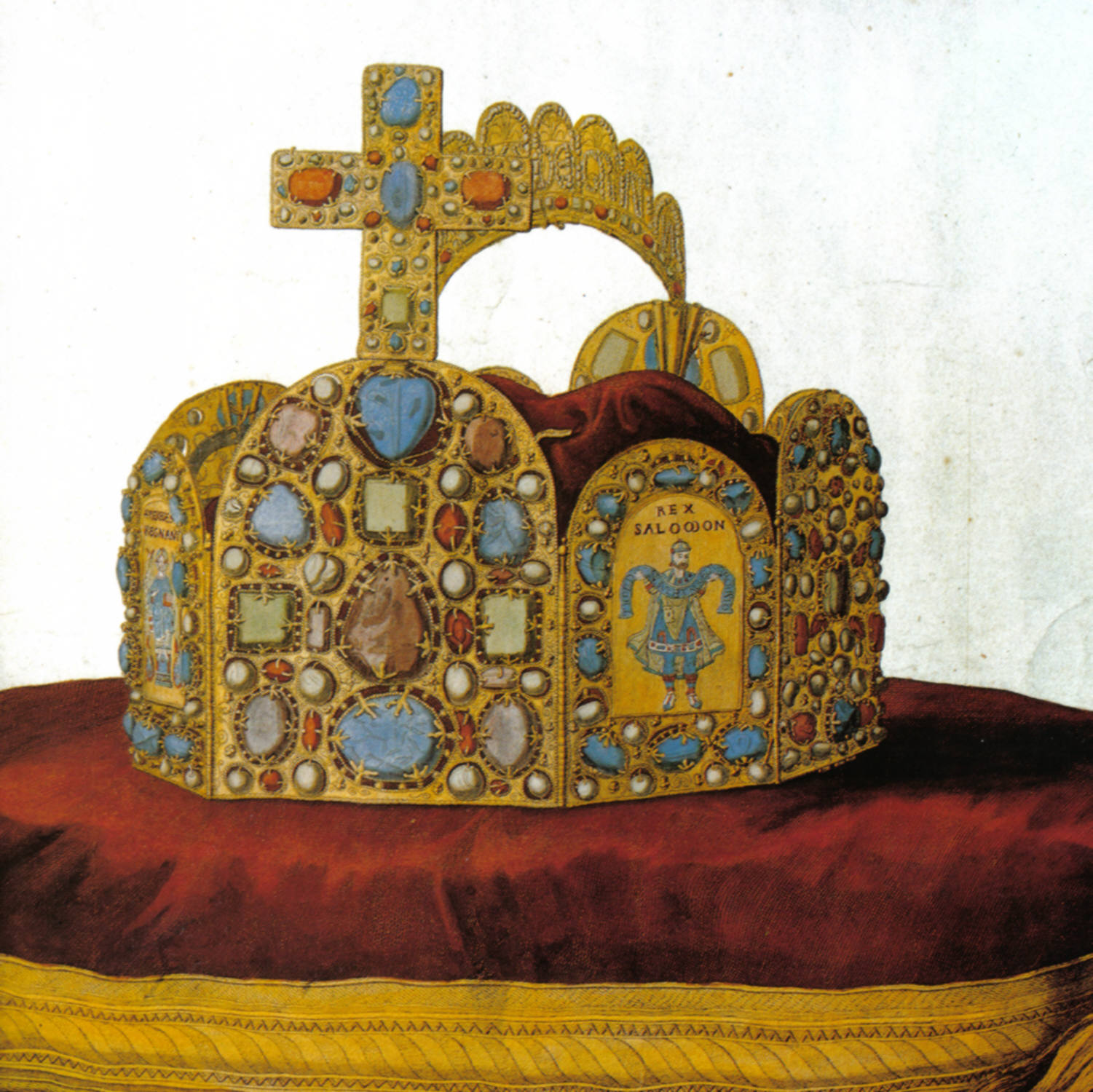
Корона імператорів Священної Римської імперії

Згідно з середньовічними уявленнями, німецький імператор був прямим наступником імператорів пізньоантичної Римської імперії і франкської імперії Карла Великого. Це дозволяло правителям Священної Римської імперії претендувати на верховну владу в Європі. Сакральний характер особі імператора додавала його коронація в Римі папою римським. Лише після цього обраний монарх міг користуватися імператорським титулом. Імператор був також королем Німеччини (східнофранкського королівства), Італії і Бургундії, причому найтіснішим був зв'язок між імперією і Німеччиною: лише обраний німецькими князями король міг носити титул імператора Священної Римської імперії. З кінця XV століття з політичних причин коронація імператора в Римі стала неможливою. В результаті Максиміліан I і його наступники стали використовувати титул «обранний римський імператор» (нім. Erwählter Römischer Kaiser), маючи на увазі, що його володар коли-небудь відвідає Рим для коронації. Спадкоємець імператорського престолу, що обирався за життя правлячого монарха, отримував титул «римського короля» (нім. Römischer König), проте за винятком окремих випадків (Фердинанд I у 1531—1558 рр.), жодних реальних владних повноважень не мав.
Впродовж всієї історії імператорський престол залишався виборним, що різко відрізняло Священну Римську імперію від інших сучасних західноєвропейських монархій, окрім хіба що Речі Посполитої. Спочатку імператором обирався член одного з найбільш могутніх княжих родів Німеччини, що знаходився в родинних зв'язках з королівською родиною (нім. Geblütsrecht). Після поразки імператорів в боротьбі за інвеституру принцип кровної спорідненості перестав враховуватися і вибори набули вільнішого характеру. Проте, правлячі імператори постійно намагалися зберегти престол за своїми дітьми, інколи добиваючись їх обрання римськими королями при своєму житті і таким чином засновуючи власні імператорські династії. З 1438 р. і до 1806 р. імператорський престол постійно (за винятком короткого періоду в 1742—1745 рр.) займали представники династії Габсбургів — найбільш могутньої німецької родини 
Нового часу, що володіє обширними володіннями за межами імперії і що грає одну з провідних ролей в Європі.
У ранній період круг виборців імператора не був обмежений: на з'їзди, присвячені обранню нового імператора могла збиратися вся вища світська і духовна аристократія Німецького королівства, хоча зазвичай брали участь лише представники декількох регіонів. Невизначеність складу виборців інколи призводила до подвійних виборів, оскільки князі не могли домовитися про єдиного кандидата. Після затвердження в 1356 р. «Золотої булли» Карла IV коло виборців імператора було обмежене сімома курфюрстами і введений принцип більшості при підрахунку голосів.
У Середньовіччі імператор здійснював верховну світську владу та часто втручався у церковні справи, керував урядом, здійснював правосуддя й одноосібно оголошував війну та укладав мир. У Новий час обсяг його прерогатив став поступово обмежуватися виборчими капітуляціями і законами, що затверджуються рейхстагом, внаслідок чого проведення ефективної політики імператором стало можливе лише у взаємодії з імперськими класами, перш за все з курфюрстами. В XVII—XVIII століттях до виняткової компетенції імператора відносилися формування і керівництво Надвірною радою, визначення порядку денного рейхстагу, привласнення титулів, роздача придворних посад, представлення інтересів імперії в стосунках з іноземними державами і низка менш важливих питань. Грошово-емісійна і митна політика, а також ухвалення рішення про скликання рейхстагу знаходилися в спільній компетенції імператора і колегії курфюрстів. Лише з відома рейхстагу могли затверджуватися закони, вводитися імперські податки, оголошуватися війна і укладатися мир. Не зважаючи на значне звуження повноважень імператора, він продовжував володіти досить широким спектром політичних механізмів, що забезпечують його провідну роль в політичній системі імперії, і був гарантом її єдності. Як тільки в 1806 р. Франц II склав з себе титул і повноваження імператора, імперія перестала існувати.

### Імперські стани
Соціальною основою і, одночасно, базовими структурними одиницями Священної Римської імперії були імперські стани (імперські чини; нім. Reichsstände), під якими розумілися територіальні утворення і персоналії, що мають право голосу в рейхстазі, безпосередньо підвладні імператорові і сплачуючі податки в імперську казну. Імперські класи володіли територіальним суверенітетом на території своїх володінь і здійснювали владні повноваження відносно своїх підданих. Останні (селяни, мешканці княжих міст, нижча шляхта і духівництво) не належали до імперських чинів і не брали участь в управлінні імперією. Процес становлення імперських станів розтягнувся на століття і був завершений лише на початку XVI століття, проте конкретний перелік суб'єктів імперії, що належать до імперських станів, який фіксувався в стверджувальних рейхстагом імперських матрікулах, залишався перемінним до кінця існування імперії. Двоякість природи імперських класів — соціальний клас і територіальна освіта — пояснювалася тим, що практично до самого кінця існування імперії процеси становлення державності її суб'єктів, окрім Пруссії і Австрії, так і не були завершені: територія і система управління князівств розглядалися як продовження спадкових земель і придворних установ князя. Хоча в багатьох князівствах були створені ландтаги, а місцеве бюргерство і нижча шляхта чинили істотний вплив на політику, князь як і раніше вважався єдиним джерелом влади і не відокремлювався від держави.
Імперське право виділяло такі імперські класи:
- Курфюрсти (нім. Kurfürsten);
- Імперські князі (нім. Reichsfürsten);
- Імперські графи і імперські прелати (нім. Reichsgrafen і Reichsprälaten);
- Вільні імперські міста (нім. Reichsstädte).

Крім того, класи підрозділялися на світські і духовні, оскільки єпископи і абати Священної Римської імперії також були територіальними суверенами, здійснюючи вищу світську владу над жителями своїх земель. Особливу категорію складали імперські лицарі (нім. Reichsritter), які хоча і не брали участь в рейхстазі, були суверенами в своїх володіннях і служили однією з найважливіших опор центральної влади в Німеччині.

#### Курфюрсти

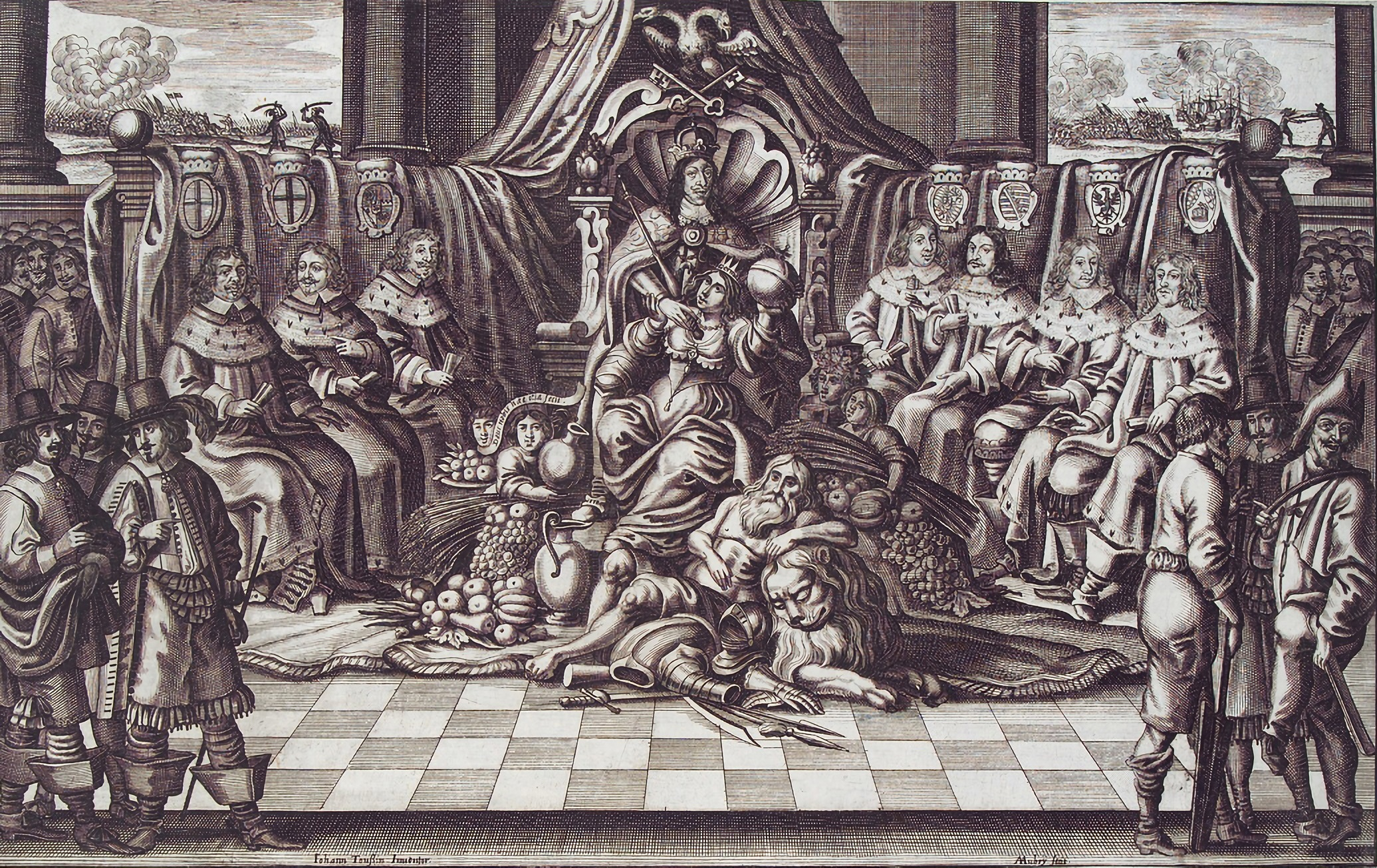
Імператор Фердинанд III в оточенні восьми курфюрстів, 1663–1664 рр.

Курфюрсти були вузькою групою правителів найбільш могутніх німецьких князівств, які володіли винятковим правом обрання імператора. Вони складали вищу палату рейхстагу і служили найважливішою сполучною ланкою між імператором і імперськими класами, будучи «стовпами імперії». Курфюрсти чинили найбільший вплив на політику імператора, і користувалися практично повною самостійністю у внутрішніх справах, аж до карбування власної монети і непідсудності Імперському суду і Надвірній раді. Крім того, кожен курфюрст володів однією з вищих придворних посад імператорського двору. Значення колегії курфюрстів дещо знизилося в другій половині XVII століття, коли центр влади в імперії змістився у бік рейхстагу.
Колегія курфюрстів склалася в пізньому середньовіччі і була законодавчо оформлена «Золотою буллою» імператора Карла IV в 1356 р. Цим документом статус курфюрстів був наданий правителям семи німецьких князівств: архієпископам Майнца, Кельна і Тріра, королеві Чехії (Богемії), герцогові Саксонії, пфальцграфу Рейнському і маркграфу Бранденбурга. Згідно з імперським правом, курфюрстський статус мали не особисто правителі або династії, а відповідні територіальні утворення. Право на надання титулу курфюрста було однією з найважливіших прерогатив імператорської влади. У 1632 р., в період Тридцятирічної війни, імператор позбавив Пфальц курфюрстського титулу і передав його Баварії, проте за умовами Вестфальського миру Пфальц знов став восьмим курфюрством. У 1692 р. дев'ятий титул курфюрста був наданий герцогу Брауншвейг-Люнебурзькому, що було підтверджене рейхстагом в 1708 р. Остання зміна в колегії курфюрстів сталася на початку XIX століття, коли війська Наполеона завоювали лівобережжя Рейну, знищивши тим самим курфюрства Майнц, Трір і Кельн. Замість них за рішенням імперської депутації 1803 р. статус курфюрств був наданий Гессен-Касселю, Бадену, Вюртембергу, Зальцбургу і володінням ерцканцлера Карла Теодора Дальберга (Ашаффенбург—Регенсбург). Цей акт призвів до формування в колегії курфюрстів протестантської профранцузької більшості, що стало однією з причин краху імперії в 1806 р.

#### Імперські князі
Клас імперських князів був вищим дворянством Священної Римської імперії. До його складу входили правителі світських і духовних князівств, що знаходились в безпосередній ленній залежності від імператора і що володіли титулами вище графського. Це могли бути представники давніх аристократичних родів, чиї предки ще в період високого середньовіччя отримали свої лени прямо від імператора (Вельфи, Царінгени, Асканії та ін.), або менш родовиті правителі невеликих територій, яким імператор привласнив княжий титул (Турн-і-Таксіс, Шварценберги та ін.). З церковних ієрархів до імперських князів відносилися архієпископи і єпископи. Процес формування класу завершився до XV століття. Згідно з імперським матрикулом 1521 р. в імперії існували 50 духовних і 24 світських імперських князів. До кінця XVIII століття число духовних князів зменшилося до 33, а світських — зросло до 61.
Світські і духовні імперські князі формували основну палату імперського рейхстагу — Раду імперських князів (нім. Reichsfürstenrat), і таким чином мали можливість безпосередньо впливати на політику імперії. Кожна княжа територія володіла одним голосом в палаті, а у випадку, якщо один правитель володів декількома імперськими князівствами, їх голоси складалися. Саме імперські князі як правителі середніх і дрібних державних утворень претендували на те, щоб висловлювати інтереси імперії. Серед привілеїв імперських князів — право карбування монети, організація судової та адміністративної систем на території своїх князівств, введення місцевих податків і мит.

#### Імперські графи та імперські прелати
Імперські графи були найбільш чисельним імперським класом, утворюючи основну масу середньої шляхти Німеччини. Спочатку графи були управителями в тих або інших областях королівського домену і не були власниками безпосередніх алодів. З часом, проте, частині німецьких графів вдалося перетворити свої володіння на імперські лени, ставши суверенами малих і карликових князівств і утворивши окремий імперський клас. Інша частина графів залишилася під сюзеренітетом могутніших територіальних князів, сформувавши прошарок нижчого лицарства, що не брало участь в системі управління імперією. Деякі з імперських графів добилися привласнення ним вищих титулів, що вабило їх перехід в клас імперських князів (наприклад, Вюртемберг в 1495 р.). Згідно з імперським матрикулом 1521 р. статусом імперських графів володіли 144 територіальних правителі, до кінця XVIII століття їх чисельність скоротилася до 99. У рейхстазі імперські графи формували чотири групи за географічною ознакою: імперські графи Вестфалії, Веттерау, Швабії і Франконії, кожна з яких мала по одному голосу в світській курії Ради імперських князів. Набагато значнішу роль імперські графи грали на рівні імперських округів: в органах управління округів кожен граф володів одним голосом, що зрівнювало їх в правах з набагато могутнішими імперськими князями. В результаті медіатизації 1806 р. велика частина імперських графів втратила свій статус, перетворившись на аристократію німецьких князівств.

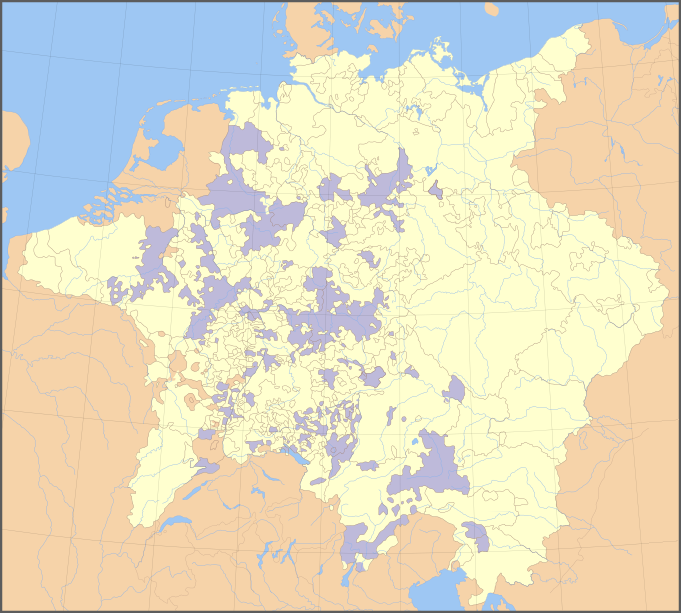
Території церковних князівств у складі імперії в 1648 р.

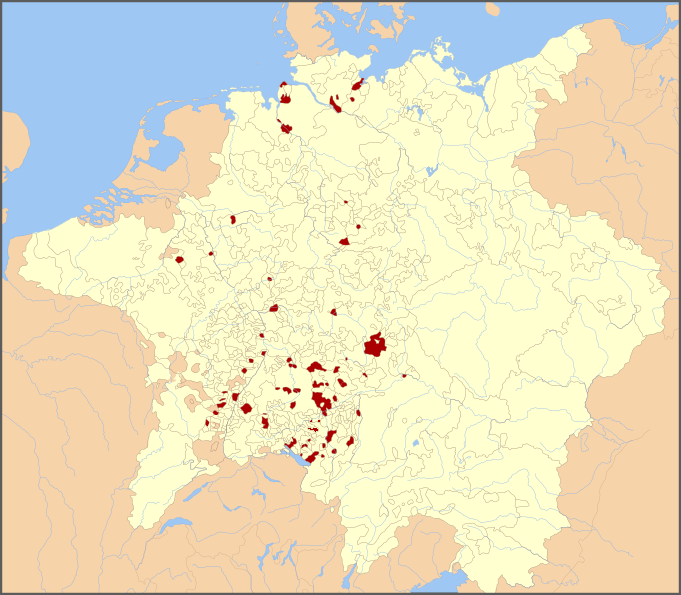
Території вільних міст у складі імперії в 1648 р.

З класом імперських графів зближувався клас імперських прелатів, в який входили абати і пріори монастирів, що володіли територіальним суверенітетом на своїх землях і вважалися повноправними суб'єктами Священної Римської імперії. Їх володіння сильно відрізнялися за площею і населенням: від відносно великого Фульдського абатства до монастиря Обермюнстер, що володіє всього декілька будівлями в Регенсбурзі, який володіє прерогативами імперської державної освіти. У 1521 р. до імперських прелатів відносилися 83 церковних ієрархи, проте процеси секуляризації скоротили чисельність цього класу до кінця XVIII століття до 40. Землі імперських прелатів розташовувалися переважно на південному заході Німеччини. Особливу категорію утворювали магістри Тевтонського і Мальтійського орденів, володіння яких також мали територіальний суверенітет. У рейхстазі прелати об'єднувалися в Швабську і Рейнську колегії імперських прелатів, які мали по одному голосу в церковній курії Ради імперських князів. У 1803 р. всі території імперських прелатів (окрім земель орденів) були секуляризовані.

#### Вільні імперські міста
Імперські міста на відміну від інших міських центрів імперії не знаходилися під сюзеренітетом територіальних князів, а підкорялися безпосередньо імператорові і у внутрішніх справах були повністю самостійними державними утвореннями. Статус імперського класу відносився не до конкретних мешканців, а до міста в цілому, представленого його магістратом. Спочатку існував жорсткий розподіл серед вільних міст на дві категорії: власне імперські міста (нім. Reichsstädten), засновані імператорами (перш за все Гогенштауфенами в XII—XIII століттях) і які сплачували податки в імперську казну (Меммінген, Гаггенау, Мюльгаузен та ін.), і вільні міста (нім. Freien Städten), що добилися самостійності в боротьбі з єпископами або світськими князями і які не сплачували імперські податки (Любек, Страсбург, Аугсбург та ін.). Право як імперських, так і вільних міст на участь в рейхстазі було офіційно закріплене в 1489 р., що сприяло зближенню цих категорій і складанню єдиного класу імперських вільних міст, представники яких формували третю палату рейхстагу — Рада імперських міст. Хоча міста були представлені в рейхстазі, їх вплив на внутрішню і зовнішню політику залишався незначним, а думка Ради імперських міст часто ігнорувалася імперськими князями. Згідно з матрикулом 1521 р. в Німеччині налічувалося 84 імперських вільних міста, до кінця XVIII століття їх число скоротилося до 51. Рішенням імперської депутації 1803 р. більшість міст втратили самостійність і увійшли до складу німецьких князівств. До моменту розпуску Священної Римської імперії в 1806 р. продовжували існувати лише шість вільних імперських міст: Любек, Гамбург, Бремен, Франкфурт, Аугсбург і Нюрнберг.

#### Імперські лицарі

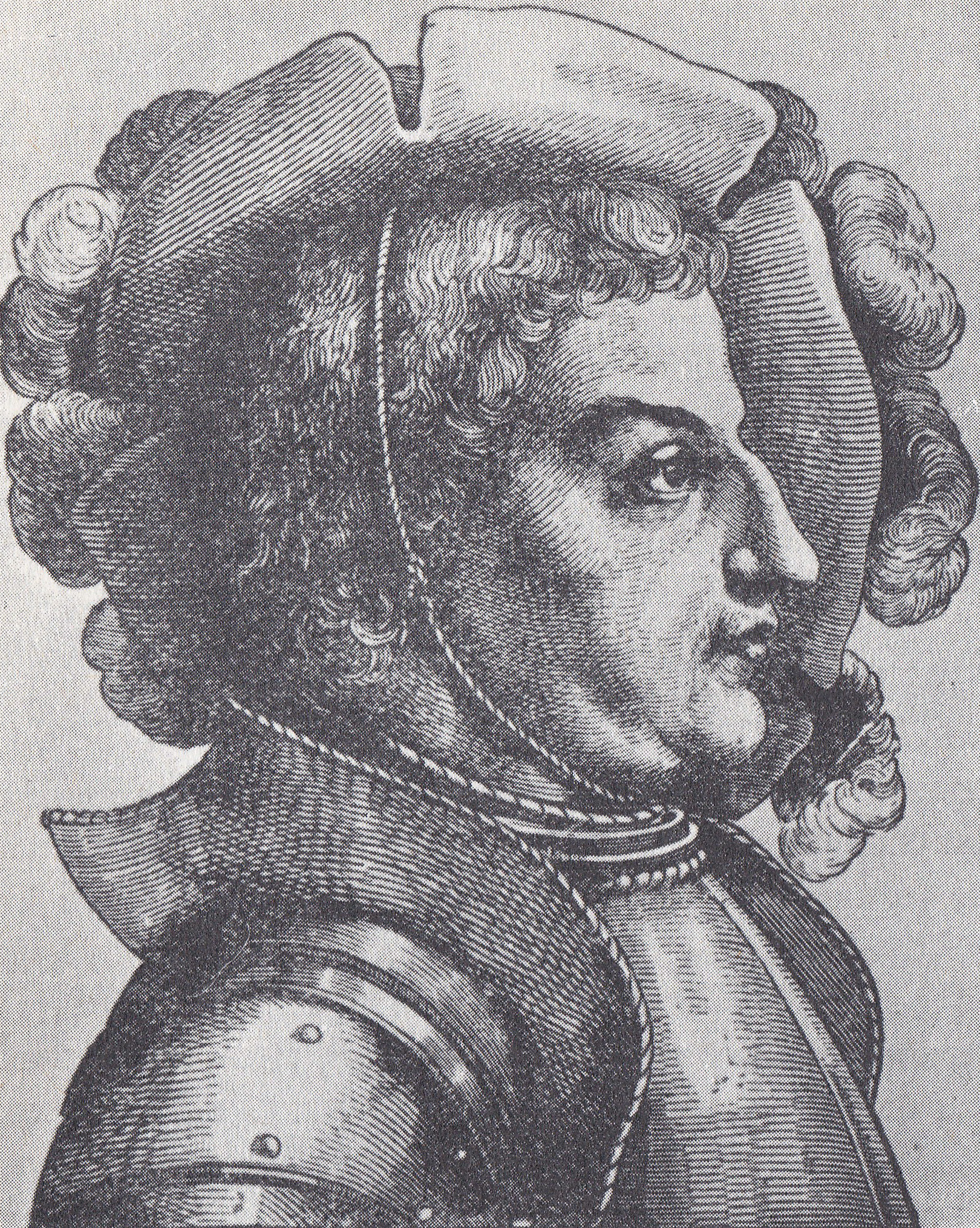
Франц фон Зіккінген — один з імперських лицарів XVI століття

Імперські лицарі не вважалися імперським класом, оскільки не платили державних податків і не мали права на участь ані в рейхстазі, ні в радах імперських округів. Вони були верхнім прошарком нижчого, нетитулованої шляхти Священної Римської імперії і підкорялися безпосередньо імператорові. Особливе значення імперські лицарі грали для формування імперської армії і комплектування органів управління імперії. У своїх володіннях імперські лицарі виступали як територіальні суверени з верховною адміністративно-судовою владою над підданими. Лени імперських лицарів були, за рідким винятком (Шліц, Рехберг), вкрай незначними за площею, що створювало постійну загрозу їх поглинання більшими державними утвореннями. Це було однією з причин того, що імперське лицарство було однією з найважливіших опор імператорської влади і інтеграційних процесів в імперії. Географічно лицарські лени розташовувалися, головним чином, на південному заході Німеччини, утворюючи анклави серед володінь імперських князів, графів і прелатів. За територіальним принципом імперські лицарі об'єднувалися в 15 кантонів, які в свою чергу формували три округи: Швабський, Франконський і Рейнський (лицарі Нижнього Ельзасу користувалися особливим статусом). Для обговорення загальних питань скликалися генеральні з'їзди (нім. Generalkorrespondenztage) імперських лицарів. З занепадом імперії в 1806 р. володіння імперських лицарів були анексовані більшими державними утвореннями.

### Система управління

#### Органи управління у Середньовіччі
У ранній період адміністративна система імперії була слабо диференційованою. Імператор особисто здійснював управління, періодично об'їжджаючи всі регіони країни. При ньому знаходилася канцелярія, що складалася з трьох відділень: німецького, італійського (з 962 р.) і бургундського (з 1033 р.), очолюваних ерцканцлерами. Для обговорення найважливіших політичних питань періодично скликалися багатолюдні збори найбільших світських і церковних князів імперії (велика королівська рада — гофтаг). До XIII століття законотворчі функції центральної влади були вкрай слабо вираженими, повністю домінувало звичаєве право, власне для кожного регіону імперії (правовий партикуляризм). Починаючи з XI століття почалося формування класових судів (княжих, графських, церковних, шеффенських, муніципальних), які в епоху Гогенштауфенів були доповнені загальноімперським надвірним судом при імператорові. Проте обсяг компетенції імператорського суду завжди залишався сильно обмеженим судовими прерогативами князів: відомо, що кількість справ в імперському надвірному суді була в 30 разів меншим, ніж кількість судових процесів, які пройшли в аналогічний період в паризькому парламенті короля Франції.
Представниками імператора на місцях були графи (в Італії — імперські посланці), які швидко перетворилися з королівських чиновників в спадкових територіальних князів, що формували на своїх землях власний адміністративно-судовий апарат. В кінці XIII століття сформувалася колегія семи найбільш могутніх територіальних князів, що привласнила собі виняткове право на обрання імператора і контроль його діяльності. Ця колегія курфюрстів отримала офіційне визнання в «Золотій буллі» 1356 року. Для обговорення найважливіших загальноімперських питань імператори скликали обширніші форуми, в яких брали участь імперські світські і духовні князі, а з XIII століття — і представники деяких імперських міст. Коло учасників цих гофтагів або імперських сеймів визначався виключно імператором, йому ж належало остаточне рішення, враховувати або не враховувати думку, висловлену класами. З послабленням імператорської влади в пізньому середньовіччі роль представницького органу імперських князів неухильно зростала.

#### Рейхстаг
Трансформація невизначених за складом і компетенцією імперських сеймів середньовіччя в організаційно оформлений найвищий показний орган імперії — рейхстаг, відбулася в ході здійснення імперської реформи кінця XV — початку XVI століть. Структура рейхстагу була визначена в 1495 р. Він складався з трьох колегій:
- Рада курфюрстів (нім. Kurfürstenrat), до складу якої входили курфюрсти імперії (спочатку сім, до кінця XVIII століття — вісім чоловік);
- Рада імперських князів (нім. Reichsfürstenrat), до складу якої входили світські і духовні імперські князі, кожен з яких володів одним голосом, а також імперські графи і імперські прелати, що володіли, відповідно, чотирма і двома колективними голосами. Рада імперських князів розподілялася на курії світських (63 члени в 1800 р.) і духовних (37 членів в 1800 р.) князів;
- Рада міст (нім. Städterat), до складу якої входили представники вільних імперських міст (51 член в 1800 р.), об'єднаних в дві колегії: Швабську і Рейнську.

Скликання рейхстагу здійснювалося імператором за узгодженням з курфюрстами. Коло питань, що виносяться на обговорення рейхстагу, визначав імператор одноосібно. Обговорення і ухвалення рішення вироблялося окремо колегіями більшістю голосів, причому Раді курфюрстів і Раді імперських князів належав вирішальний голос. Голосування було таємним. Рішення вважалося прийнятим, якщо його одностайно підтримали всі три колегії і імператор. З 1663 р. рейхстаг перетворився на постійний орган, який засідав у Регенсбурзі.
Окрім рейхстагу існував ще один загальноімперський представницький орган — з'їзд імперських депутатів або імперська депутація (нім. Reichsdeputationstag), що складався з невеликої кількості (зазвичай не більше 20) представників класів і округів, на якому заздалегідь обговорювалися питання і розроблялися законопроєкти, що виносяться на рейхстаг, а також вироблялися заходи з підтримки земського миру. Імперські депутації були мобільнішим органом, ніж рейхстаг, що дозволяло ефективніше і швидше знаходити компроміс між класами і імператором.
В компетенції рейхстагу знаходилися прийняття загальноімперських законів, оголошення війни і укладення миру, освіта і скасування імперських органів управління і суду, скликання і розпуск імперської армії, затвердження податків і економічна політика, питання земського миру і співіснування різних релігійних конфесій. Після Вестфальського миру релігійні питання були віднесені до компетенції імперської делегації у справах віри, яку на паритетній основі формували представники католицьких і протестантських імперських класів, що унеможливило зрив рейхстагу через конфесійне протистояння.
Рейхстаг грав роль верховного органу класового представництва в імперії, був одним з найважливіших єднальних елементів імперської системи і каналом вирішення внутрішніх конфліктів і протиріч. Рейхстаг також виконував функції обмеження імператорської влади, а після Вестфальського миру, що закріпив статус рейхстагу як найвищого законодавчого органу імперії, став центром інтеграційних процесів і опорною точкою всієї імперської конструкції.

#### Імперська канцелярія
Імперська канцелярія була одним зі старіших адміністративних органів Священної Римської імперії. Її розподіл на канцелярії у справах Німеччини, Італії і Бургундії (кінець X — початок XI століття), був підтверджений «Золотою буллою» 1356 р., проте втрата імперського впливу в Італії і Бургундії в пізньому середньовіччі позбавила відповідні відділи імперської канцелярії практичного значення. В той же час посада голови імперської канцелярії — ерцканцлера (нім. Erzkanzler), була закріплена за архієпископами Майнца, які продовжували керувати цим органом до розпаду імперії в 1806 р. Імперська канцелярія займалася діловодством імператора, готувала проєкти рішень або пропозицій, що виносяться на обговорення рейхстагу або колегії курфюрстів, організовувала вибори імператора і проведення рейхстагів, вела міжнародне листування, здійснювала облік і зберігання документів імператорського двору і рейхстагу. Посада ерцканцлера була вищою в системі придворних чинів імперії. Ерцканцлер очолював колегію курфюрстів, проводив засідання рейхстагу і фактично був сполучною ланкою між імператорським престолом і територіальними князями.
Закріплення посади керівника імперської канцелярії за архієпископом Майнцьким підсилило вплив імперських князів на процеси управління імперією. Проте імператори зберегли контроль над канцелярією через посаду віцеканцлера, який за традицією призначався безпосередньо імператором і знаходився при імператорському дворі у Відні. Віцеканцлер формально був підпорядкований ерцканцлеру, проте фактично володів окремим адміністративним апаратом, що дозволяв імператорам проводити власну політику.

#### Імперський камеральний суд

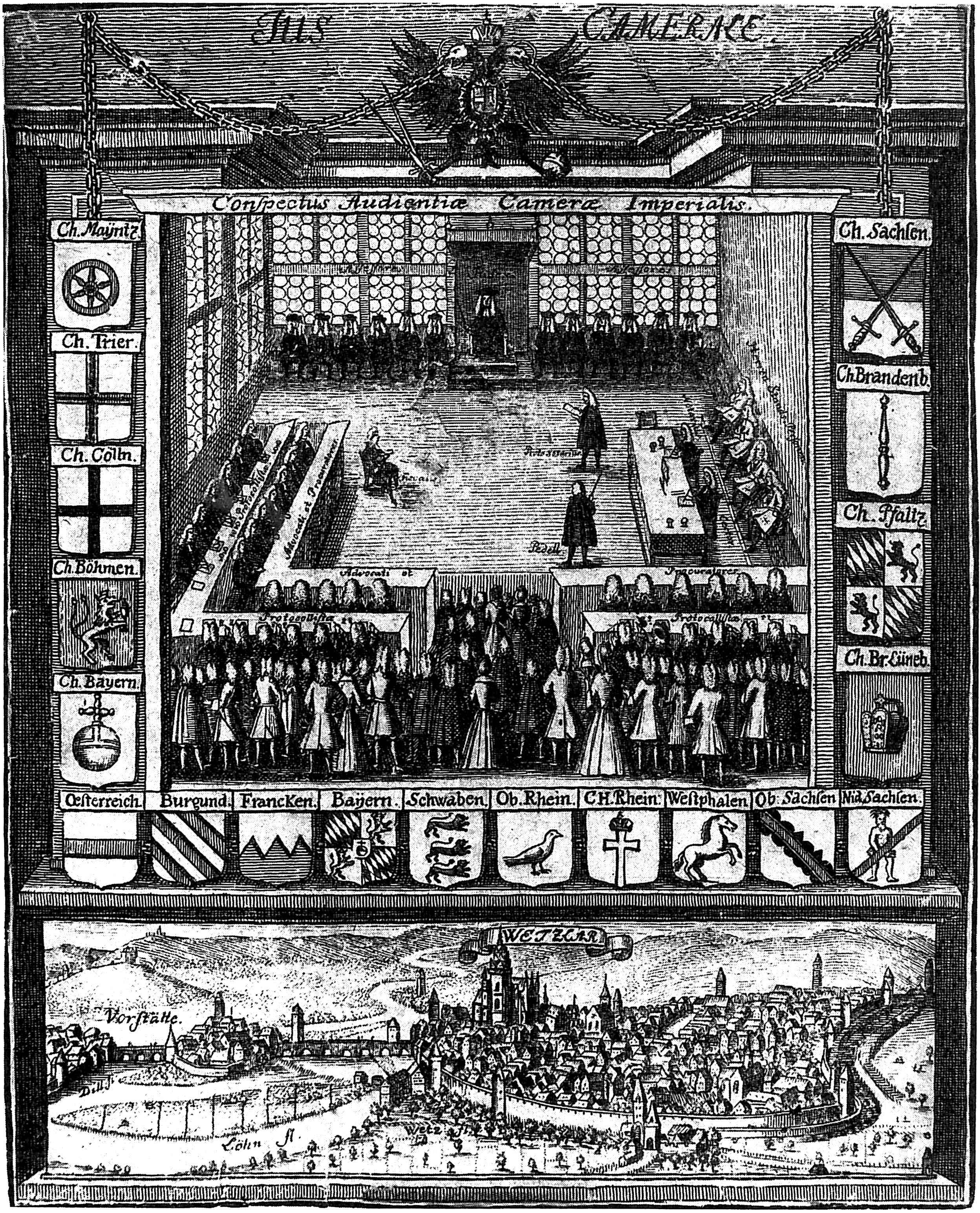
Засідання Імперського камерального суду, 1750 р.

Імперський камеральний суд (нім. Reichskammergericht) був найвищим судовим органом Священної Римської імперії нового часу. Його виникнення пов'язане з проведенням в кінці XV століття імперської реформи, в ході якої на зміну середньовічному придворному суду, що пересувався слідом за імператором Німеччиною і володіннями Габсбургів, прийшов класовий Імперський камеральний суд, що мав постійну резиденцію в імперії. Рішення про утворення суду було прийняте Вормським рейхстагом 1495 р., з 1527 р. його штаб-квартира знаходилася в Шпейєрі, а з 1689 р. — у Вецларі. Голову суду призначав імператор, проте переважна більшість членів суду делегувалися імперськими класами (курфюрстами і імперськими округами), що забезпечувало певну незалежність від імператора. З 1555 р. в сенаті суду одна половина суддів була католиками, інша половина — лютеранами.
Імперський камеральний суд був вищою апеляційною і касаційною інстанцією за вироками і постановами судових органів суб'єктів імперії, а також місцем вирішення конфліктів між імперськими класами і скарг на дії імператора. З підпорядкованості суду були виключені території, що володіють правом non appellando (Австрія, Франш-Конте, з 1548 р. — Нідерланди, з 1648 р. — курфюрства), а також кримінальні справи і справи виняткової компетенції імператора (останні розглядалися у Надвірній раді. Складна процесуальна система Імперського камерального суду і його класовий характер ускладнювали процес вирішення суперечок, внаслідок чого багато процесів затягувалися на десятиліття, а в деякі періоди робота суду була повністю паралізована через протиріччя між класами або недофінансування. Проте до кінця існування Священної Римської імперії камеральний суд мав велике значення для підтримки єдності правового простору і судової системи Німеччини.

#### Надвірна рада
Надвірна рада була заснована в 1497 р. Імператор Максиміліан I, що відмовився в 1495 р. від контролю над Імперським камеральним судом, не бажав втрачати судово-адміністративні прерогативи в імперії і організував у Відні конкуруючу судову інстанцію — Імперську надвірну раду (нім. Reichshofrat), всі члени якої призначалися імператором. Остаточної форми цей орган набув в 1559 р. після видання Положення про Імперську надвірну раду. У виняткову компетенцію Надвірної ради входили питання феодально-ленного права, спори відносно титулів, земельних володінь і феодальних зобов'язань, прав і прерогатив імператора, привілеїв імперських класів. У деяких сферах юрисдикція Надвірної ради перетиналася з юрисдикцією Імперського камерального суду: порушення земського миру, захист земельних володінь, апеляції на вироки і постанови територіальних судів. На відміну від Імперського камерального суду в Надвірній раді процесуальні норми були вільнішими, а виробництво орієнтоване на знаходження компромісу між сторонами, що дозволяло ефективніше вирішувати конфлікти політичного і конфесійного характеру. Це значно підвищило роль Надвірної ради в XVII столітті, коли робота Імперського камерального суду була паралізована через боротьбу католиків і протестантів.
Окрім судових функцій, Надвірна рада грала значну політичну роль, регулярно консультуючи імператора з імперських питань і розробляючи пропозиції у сфері поточної зовнішньої і внутрішньої політики. Спочатку в компетенцію ради входили також питання управління володіннями Габсбургів поза Священною Римською імперією, проте при Фердинанді II ця сфера була передана окремій Австрійській надвірній раді. Ядро ради утворювали найближчі сподвижники імператора, на чолі з імперським віцеканцлером і канцлером Австрії, які формували вузьку Таємну раду, що займалася найважливішими урядовими питаннями.

#### Імперські округи

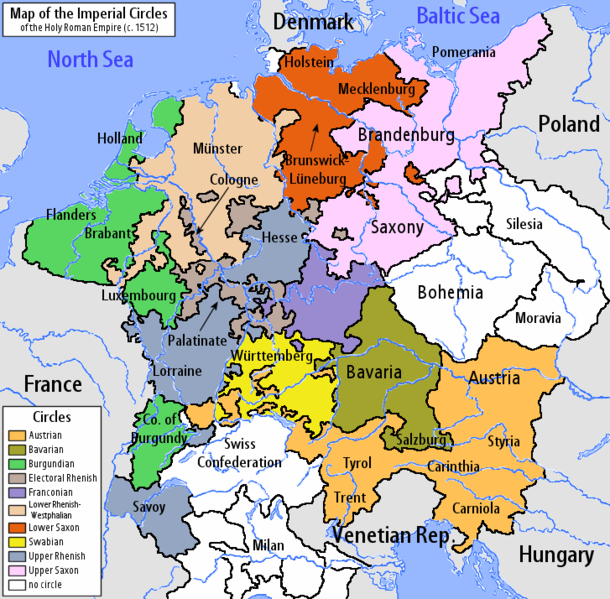
Імперські округи на початку XVI століття

Заснування імперських округів (нім. Reichskreise) також було пов'язане з проведенням імперської реформи. У 1500—1512 рр. територія імперії (без земель Чеської корони, Швейцарії і Північної Італії) була розділена на 10 округів. У кожному з них були створені окружні збори (нім. Kreistag), до складу яких увійшли представники всіх державних утворень (окрім володінь імперських лицарів), що знаходилися на території округу. На окружних зборах діяв принцип «одна територія — один голос», що в таких округах, як Швабський, Франконський і Верхньорейнський дозволяло дрібним імперським утворенням чинити реальний вплив на регіональну і імперську політику. В компетенції округів знаходилися питання підтримки земського миру і вирішення суперечок між імперськими класами, набір і утримання збройних сил, підтримка в боєздатності фортець, розподіл і стягування імперських податків. З 1681 р. на окружний рівень були передані фактично всі питання організації імперської армії і її фінансування. Округи відігравали важливу роль в підтримці статус-кво в імперії, інтеграції дрібних і середніх державних утворень в загальноімперську систему і підтримці обороноздатності країни. Найефективніше функціонували округи, на території яких були відсутні великі держави (Швабський і Франконський), тоді як робота Верхньосаксонського округу була повністю паралізована через відмову Бранденбурга від участі в окружних витратах. Округи інколи об'єднувалися в асоціації: так в період війни за іспанську спадщину асоціація п'яти західних округів змогла чинити дієвий опір французькому натиску в напрямі Рейну. Система округів в практично незмінному вигляді проіснувала до розпуску Священної Римської імперії в 1806 р.

### Фінансова система
Матеріальну основу імператорської влади в ранні періоди складали доходи імператорського домену, частина надходжень з церковних земель, платежі феодального характеру (рельєфи та ін.), а також виняткові королівські права (регалії), перш за все сфері правосуддя. Велике значення для забезпечення поточних потреб імператорського двору мав обов'язок князів надавати постій і забезпечувати за свій рахунок утримання імператора під час його знаходження в їх володіннях (лат. gistum), що призводило до постійних пересувань імператорського двору містами і замками Німеччини і Італії. В епоху Гогенштауфенів головним джерелом фінансування державних витрат стали феодальна «допомога» князів і церковних установ Німеччини і платежі, що стягувалися імператорськими чиновниками з багатих міст Північної Італії. Падіння імперської влади в Італії в другій половині XIII століття різко обмежило фінансові ресурси корони: походи імператорів за Альпи, хоч і приносили величезні багатства в казну (у 1355 р. Карл IV вивіз з Італії близько 800 000 флоринів), але були вкрай рідкими.
В пізньому середньовіччі основним джерелом надходжень стали внески імперських міст, доходи спадкових володінь імператора (землі чеської корони при Люксембургах, Австрія при Габсбургах), а також епізодичні надходження у вигляді внутрішніх і зовнішніх позик, викупних платежів за відмову від королівських регалій відносно окремих міст або територій і контрибуцій з юдеїв. Цих джерел було недостатньо не лише для проведення активної зовнішньої політики, утримання великої армії або розгалуженого апарату управління, але і для фінансування поточних державних витрат. Якщо в середині XIV століття король Англії мав в своєму розпорядженні доходи на суму близько 770 тисяч флоринів на рік, король Франції — більше 2,5 мільйонів, то імператор Священної Римської імперії міг розраховувати лише на 150 тисяч, причому на думку деяких дослідників реальних надходжень набиралося не більш за третину цієї суми, а обсяг запозичень в 70 разів перевищував прибуткову частину державного бюджету. До початку XV століття надходження ще більш скоротилися: за сучасними оцінками, доходи імператора Сигізмунда не перевищували 15 тисяч флоринів на рік. Спроба введення єдиного загальноімперського податку на хрестовий похід проти гуситів провалилася через опір класів і відсутність системи збору податків. Державна податкова система почала зароджуватися на початку XV століття на рівні великих територіальних князівств (Пфальц, Бранденбург, Вюртемберг, Баварія, Австрія). Саме надходження із спадкових володінь Габсбургів, більш ніж вчетверо перевершуючі імперські доходи, а також позики в Фуггерів і інших німецьких банкірських будинків, дозволяли Максиміліану I і його наступникам проводити активну зовнішню політику і утримувати великі наймані війська.
В рамках імперської реформи 1495 р. вперше був затверджений єдиний загальний прямий податок — «загальний пфеніг» (нім. Gemeiner Pfennig), який підлягав сплаті всіма громадянами імперії, що досягли 15 років. Кошти від збору цього податку повинні були йти на формування армії для війн з Францією і Османською імперією. Проте збір податку виявився практично зірваний через опір класів і відсутність фіскальних органів. Надалі імператорам вдавалося епізодично отримувати субсидії класів на боротьбу з турками, проте ці засоби були вкрай незначними. Лише 1681 р. рейхстаг затвердив військову реформу, що зобов'язала суб'єкти імперії фінансувати утримання імперської армії, для чого на рівні імперських округів були створені фінансові відомства. Ця система збереглася до кінця існування імперії, проте вона забезпечувала лише мінімум коштів, необхідних для підтримки загальних збройних сил і функціонування імперських установ. Імператори були вимушені поповнювати бюджетний дефіцит за рахунок доходів зі спадкових володінь і зовнішніх позик.

### Військова система
Військова система імперії спочатку базувалася на феодальному обов'язку васалів імператора надавати військові контингенти у разі потреби. Ядром імперської армії були лицарі, виставлені світськими і духовними князями. Окрім них до військових походів притягувалися міністеріали, а для потреб оборони до XII століття використовувалося також вільні селяни (лат. milites agrarii). За сучасними оцінками, наприкінці X століття для своїх походів до Італії імператор міг збирати до 6000 озброєних лицарів лише з одного Німецького королівства. Умови військової служби визначалися феодальними звичаями і затверджувалися рішеннями з'їздів князів імперії. Верховним головнокомандувачем був імператор. Окрім імперської армії найбільші феодали, особливо правителі прикордонних марок, володіли власними військовими контингентами, які дозволяли їм вести самостійну зовнішню політику.
У пізньому середньовіччі через систематичне ухилення князів від надання військової допомоги головну силу імперської армії стали представляти наймані війська. У XV столітті Швейцарія, потім Швабія, а пізніше і інші німецькі регіони стали центрами торгівлі професійними солдатами, яких наймали імперські князівства, вільні міста і іноземні держави для ведення військових дій. Хронічний дефіцит казни не дозволяв імператорам Священної Римської імперії повною мірою використовувати цю військову силу. Лише відносна стабілізація фінансів при Максиміліані I дала можливість найняти значні контингенти ландскнехтів, за допомогою яких вдалося відбити натиск Франції на імперські землі.
Необхідність корінної перебудови військової системи стала очевидною до кінця XV століття в умовах загострення зовнішньої загрози з боку Франції і Османської імперії. В рамках імперської реформи в 1500 р. був введений загальноімперський податок на фінансування військових витрат, а імперським матрикулом 1521 р. встановлені норми виставлення військових контингентів кожним суб'єктом імперії, так, щоб забезпечити комплектування армії у складі 20 000 солдатів піхоти і 4 000 кавалерії. Проте правителі великих князівств систематично ухилялися від сплати податку і виділення солдатів в імперську армію. Імператорам доводилося покладатися на найманців, рекрутів з габсбурзьких володінь або укладати двосторонні договори про надання солдатів з окремими князівствами. У 1556 р. був утворений гофкрігсрат — військова рада австрійських земель, що пізніше перетворилася на центральне військове відомство імператора.
В умовах початку Тридцятирічної війни Фердинанд II найняв професійну армію Валленштайна, яка утримувалася за рахунок контрибуцій з захоплених земель. Розорення, заподіяні найманцями, змусили князів погодитися на формування армії на принципах, встановлених імперською реформою. Вперше імперська армія (нім. Reichsarmee) була створена в 1630 р. і використовувалася у військових діях проти шведів і турків. Згідно з законом 1681 р. імперська армія повинна була складатися з 28 тисяч солдатів піхоти і 12 тисяч кавалерії, причому відповідальність за формування і утримання армії, а також за підтримку обороноздатності імперських фортець, була покладена на імперські округи. В період військових дій чисельність армії могла за рішенням імперських округів збільшуватися. Командування і призначення вищого офіцерського складу здійснювалося безпосередньо імператором. У 1694 р. на рівні декількох імперських округів було прийнято рішення про підтримку в боєздатності деяких частин імперської армії і в мирний час, внаслідок чого виникли постійні окружні війська (нім. Kreistruppen), що існували одночасно з арміями окремих князівств. Імператор використовував також найм військових контингентів у територіальних правителів.
Князівства як і раніше прагнули обмежити свою участь в комплектуванні імперської армії, зберігаючи свої найкращі військові контингенти для власних військ або передаючи їх за наймом за плату іноземним державам. Торгівля солдатами перетворилася на одне з найважливіших джерел доходів середніх і малих державних утворень імперії (класичний приклад — Гессен-Кассель). Бойова підготовка, зброя і дисципліна імперської армії також залишалися на досить низькому рівні. В період французької агресії кінця XVII століття завдяки зусиллям Швабського, Франконського і Верхньорейнського округів вдалося організувати досить ефективну постійну імперську армію, проте в 1740 р. вона була розпущена. В період Семирічної війни знов створена імперська армія зазнала нищівної поразки в битві при Росбасі від прусських військ. Також невдалими були дії імперської армії у війнах з революційною Францією. Порядок формування і утримання армії вже не відповідав вимогам часу. Після занепаду Священної Римської імперії і утворення Рейнського союзу в 1806 р. імперська армія перестала існувати.